# Danh sách máy bay trong Chiến tranh thế giới thứ hai
Danh sách máy bay trong Chiến tranh Thế giới II gồm tất cả các loại máy bay được các nước tham chiến sử dụng trong Chiến tranh Thế giới II, từ giai đoạn khi các nước bắt đầu tham gia đến khi cuộc chiến kết thúc. Các máy bay được phát triển trong thời gian chiến tranh nhưng chưa được đưa vào biên chế chính thức được liệt kê trong mục các mẫu thử nghiệm ở phía cuối. Các mẫu thử của những máy bay được đưa vào biên chế dưới một số thiết kế khác nhau sẽ bỏ qua và liệt kê theo dạng phiên bản. Ngày máy bay được đưa vào biên chế, hay chuyến bay đầu tiên sẽ được sử dụng; nếu ngày đưa vào biên chế chưa biết hoặc một số lý do nào đó. Máy bay đa năng thường chỉ được liệt kê dưới nhiệm vụ chính của nó trừ khi phiên bản chuyên nhiệm được chế tạo cho các nhiệm vụ khác. Máy bay được các quốc gia trung lập sử dụng như Tây Ban Nha, Thụy Sĩ và Thụy Điển hoặc các quốc gia khác không tham chiến chủ yếu, ví dụ như các quốc gia Nam Mỹ (ngoại trừ Brazil) sẽ không được liệt kê.
Danh sách này không đầy đủ, bạn cũng có thể giúp mở rộng danh sách.

## Máy bay hoạt động trong Chiến tranh thế giới II

### Máy bay tiêm kích

#### Tiêm kích hai tầng cánh
| Tên máy bay                     | Năm vào biên chế | Quốc gia chế tạo | Quốc gia trang bị khác                    |
| ------------------------------- | ---------------- | ---------------- | ----------------------------------------- |
| Avia B-534                      | 1935             | Tiệp Khắc        | Tiệp Khắc, Bulgaria                       |
| Avia BH-33                      | 1927             | Tiệp Khắc        | Nam Tư                                    |
| Ansaldo A.120                   | 1925             | Italy            | Italy, Litva                              |
| Armstrong Whitworth Scimitar    | 1936             | Anh Quốc         | Na Uy                                     |
| Blériot-SPAD S.510              | 1936             | Pháp             |                                           |
| Boeing P-12                     | 1930             | Hoa Kỳ           | Brazil, Trung Quốc, Philippines, Thái Lan |
| Bristol Bulldog                 | 1929             | Anh Quốc         | Đan Mạch, Phần Lan                        |
| Fairey Firefly II               | 1931             | Anh Quốc         | Bỉ                                        |
| Fairey Fox                      | 1932             | Anh Quốc         | Bỉ                                        |
| Fiat CR.32                      | 1934             | Italy            | Italy, Hungary, Trung Quốc                |
| Fiat CR.42                      | 1939             | Italy            | Italy, Bỉ, Hungary                        |
| Gloster Gauntlet                | 1935             | Anh Quốc         | Vương quốc Anh, Đan Mạch, Phần Lan        |
| Gloster Gladiator/Sea Gladiator | 1937             | Anh Quốc         | Vương quốc Anh, Bỉ, Phần Lan, Iraq, Na Uy |
| Grumman FF                      | 1933             | Hoa Kỳ           | Canada (tên khác là Goblin)               |
| Grumman F2F                     | 1935             | Hoa Kỳ           |                                           |
| Grumman F3F                     | 1936             | Hoa Kỳ           |                                           |
| Hawker Demon                    | 1931             | Anh Quốc         | Vương quốc Anh, Australia                 |
| Hawker Fury                     | 1931             | Anh Quốc         | Nam Tư, Nam Phi                           |
| Hawker Nimrod                   | 1933             | Anh Quốc         | Đan Mạch                                  |
| Heinkel He 51                   | 1935             | Germany          | Đức, Bulgaria                             |
| Kawasaki Ki-10                  | 1935             | Nhật Bản         |                                           |
| Kochyerigin DI-6                | 1934             | Liên Xô          |                                           |
| Koolhoven F.K.52                | 1939             | Hà Lan           | Hà Lan, Phần Lan                          |
| Polikarpov I-5                  | 1931             | Liên Xô          |                                           |
| Polikarpov I-15 & I-15bis       | 1934             | Liên Xô          | Liên Xô, Trung Quốc, Phần Lan             |
| Polikarpov I-153                | 1939             | Liên Xô          | Liên Xô, Trung Quốc, Phần Lan             |

#### Tiêm kích-bom và tiêm kích một tầng cánh, một động cơ, một chỗ ngồi
| Tên máy bay                                | Năm vào biên chế | Quốc gia chế tạo | Quốc gia trang bị khác                                                                                  |
| ------------------------------------------ | ---------------- | ---------------- | --- |
| Ambrosini SAI.207                          | 1942             | Italy            | |
| Arsenal VG-33                              | 1940             | Pháp             | |
| Avia B-135                                 | 1941             | Tiệp Khắc        | Tiệp Khắc, Bulgaria                                                                                     |
| Bell P-39 Airacobra                        | 1941             | Hoa Kỳ           | Hoa Kỳ, Liên Xô, Australia, Pháp, Vương quốc Anh (chỉ có một phi đội trước khi chuyển sang cho Liên Xô) |
| Bell P-63 Kingcobra                        | 1942             | Hoa Kỳ           | Hoa Kỳ, Liên Xô                                                                                         |
| Bloch MB.151/MB.152/MB.155                 | 1940             | Pháp             | Pháp, Hy Lạp, Rumani                                                                                    |
| Boeing P-26 Peashooter                     | 1933             | Hoa Kỳ           | Hoa Kỳ, Trung Quốc, Philippines                                                                         |
| Breda Ba.27                                | 1933             | Italy            | Trung Quốc                                                                                              |
| Brewster Buffalo                           | 1939             | Hoa Kỳ           | Hoa Kỳ, Phần Lan, Hà Lan, New Zealand, Vương quốc Anh, Australia                                        |
| Curtiss P-36 Hawk                          | 1938             | Hoa Kỳ           | Hoa Kỳ, Brazil, Phần Lan, Pháp, Hà Lan, Na Uy, Thái Lan, Vương quốc Anh                                 |
| CAC Boomerang                              | 1943             | Úc               | |
| Caudron C.714                              | 1940             | Pháp             | Pháp, Phần Lan, Ba Lan                                                                                  |
| Curtiss P-40 Tomahawk/Warhawk              | 1939             | Hoa Kỳ           | Hoa Kỳ, Australia, Brazil, Canada, Trung Quốc, New Zealand, Nam Phi, Vương quốc Anh, Liên Xô            |
| Curtiss-Wright CW-21                       | 1939             | Hoa Kỳ           | Trung Quốc, Hà Lan                                                                                      |
| Dewoitine D.510                            | 1936             | Pháp             | Pháp, Trung Quốc                                                                                        |
| Dewoitine D.520                            | 1940             | Pháp             | Pháp, Bulgaria, Italy                                                                                   |
| Fiat G.50                                  | 1938             | Italy            | Italy, Phần Lan, Croatia                                                                                |
| Fiat G.55                                  | 1943             | Italy            | |
| Focke-Wulf Fw 190                          | 1941             | Germany          | Đức, Hungary, Rumani                                                                                    |
| Focke-Wulf Ta 152 tiêm kích tầng cao       | 1945             | Germany          | |
| Fokker D.XXI                               | 1936             | Hà Lan           | Hà Lan, Đan Mạch, Phần Lan                                                                              |
| Grumman F4F/FM Wildcat/Martlet             | 1940             | Hoa Kỳ           | Hoa Kỳ, Vương quốc Anh                                                                                  |
| Grumman F6F Hellcat                        | 1943             | Hoa Kỳ           | Hoa Kỳ, Vương quốc Anh                                                                                  |
| Grumman F8F Bearcat                        | 1945             | Hoa Kỳ           | |
| Hawker Hurricane/Sea Hurricane             | 1937             | Anh Quốc         | Vương quốc Anh, Bỉ, Canada, Phần Lan, Pháp, New Zealand, Liên Xô                                        |
| Hawker Typhoon                             | 1940             | Anh Quốc         | |
| Hawker Tempest                             | 1944             | Anh Quốc         | Vương quốc Anh, New Zealand (one squadron in the UK)                                                    |
| Heinkel He 112                             | 1937             | Germany          | Đức, Hungary, Rumani                                                                                    |
| IAR 80                                     | 1942             | România          | |
| Ikarus IK 2 cánh gắn cao                   | 1935             | Nam Tư           | Nam Tư, Croatia                                                                                         |
| Kawanishi N1K Tiêm kích thủy phi cơ        | 1944             | Nhật Bản         | |
| Kawanishi N1K/N1K-J N1K lục quân           | 1944             | Nhật Bản         | |
| Kawasaki Ki-61                             | 1943             | Nhật Bản         | |
| Kawasaki Ki-100                            | 1945             | Nhật Bản         | |
| Koolhoven F.K.58                           | 1940             | Hà Lan           | Hà Lan, Pháp                                                                                            |
| Lavochkin-Gorbunov-Gudkov LaGG-1           | 1940             | Liên Xô          | |
| Lavochkin LaGG-3                           | 1941             | Liên Xô          | Liên Xô, Phần Lan                                                                                       |
| Lavochkin La-5                             | 1942             | Liên Xô          | |
| Lavochkin La-7                             | 1944             | Liên Xô          | |
| Loire 46 cánh gắn cao                      | 1936             | Pháp             | |
| Macchi C.200                               | 1939             | Italy            | |
| Macchi C.202                               | 1941             | Italy            | |
| Macchi C.205                               | 1943             | Italy            | Italy, Đức                                                                                              |
| MÁVAG Héja                                 | 1941             | Hungary          | |
| Messerschmitt Bf 109                       | 1937             | Germany          | Đức, Nam Tư, Bulgaria, Phần Lan, Hungary, Italy, Rumani                                                 |
| MiG-1                                      | 1940             | Liên Xô          | |
| MiG-3                                      | 1941             | Liên Xô          | |
| Mitsubishi A5M                             | 1936             | Nhật Bản         | |
| Mitsubishi A6M Zero                        | 1940             | Nhật Bản         | |
| Mitsubishi J2M tiêm kích đánh chặn         | 1942             | Nhật Bản         | |
| Morane-Saulnier M.S.406                    | 1939             | Pháp             | Pháp, Croatia, Phần Lan, Italy, Ba Lan                                                                  |
| Nakajima A6M2-N Rufe tiêm kích thủy phi cơ | 1942             | Nhật Bản         | |
| Nakajima Ki-27                             | 1937             | Nhật Bản         | Nhật Bản, Manchukuo, Thái Lan                                                                           |
| Nakajima Ki-43                             | 1941             | Nhật Bản         | Nhật Bản, Manchukuo, Thái Lan                                                                           |
| Nakajima Ki-44                             | 1942             | Nhật Bản         | |
| Nakajima Ki-84                             | 1943             | Nhật Bản         | |
| North American P-51 Mustang                | 1942             | Hoa Kỳ           | Hoa Kỳ, Vương quốc Anh, Canada, Australia, Trung Quốc, Pháp, Nam Phi, Liên Xô                           |
| North American P-64                        | 1940             | Hoa Kỳ           | |
| Polikarpov I-16                            | 1934             | Liên Xô          | Liên Xô, Trung Quốc, Phần Lan                                                                           |
| PZL P.7 cánh gắn cao                       | 1933             | Ba Lan           | |
| PZL P.11 cánh gắn cao                      | 1934             | Ba Lan           | Ba Lan, Rumani                                                                                          |
| PZL P.24 cánh gắn cao                      | 1936             | Ba Lan           | Ba Lan, Bulgaria, Hy Lạp, Rumani                                                                        |
| Reggiane Re.2000                           | 1940             | Italy            | Italy, Hungary                                                                                          |
| Reggiane Re.2001                           | 1941             | Italy            | |
| Reggiane Re.2005                           | 1943             | Italy            | |
| Republic P-43 Lancer                       | 1941             | Hoa Kỳ           | Hoa Kỳ, Australia, Trung Quốc                                                                           |
| Republic P-47 Thunderbolt                  | 1942             | Hoa Kỳ           | Hoa Kỳ, Vương quốc Anh, Brazil, Pháp                                                                    |
| Rogozarski IK-3                            | 1940             | Nam Tư           | |
| Supermarine Spitfire & Seafire             | 1938             | Anh Quốc         | Vương quốc Anh, Australia, Canada, Pháp, Italy, New Zealand, Na Uy, Nam Phi, Hoa Kỳ, Liên Xô            |
| Seversky P-35                              | 1937             | Hoa Kỳ           | |
| VL Myrsky                                  | 1943             | Phần Lan         | |
| Vought F4U Corsair                         | 1942             | Hoa Kỳ           | Hoa Kỳ, Vương quốc Anh, New Zealand                                                                     |
| Vultee P-66 Vanguard                       | 1941             | Hoa Kỳ           | Hoa Kỳ, Trung Quốc, Vương quốc Anh thử nghiệm nhưng không trang bị                                      |
| Yakovlev Yak-1                             | 1940             | Liên Xô          | Liên Xô, Pháp                                                                                           |
| Yakovlev Yak-3                             | 1944             | Liên Xô          | Liên Xô, Pháp                                                                                           |
| Yakovlev Yak-7                             | 1942             | Liên Xô          | Liên Xô, Pháp                                                                                           |
| Yakovlev Yak-9                             | 1942             | Liên Xô          | Liên Xô, Pháp                                                                                           |

#### Tiêm kích hạng nặng (nhiều động cơ hoặc nhiều chỗ lái),tiêm kích bay đêmvà máy bay đánh chặn
| Tên máy bay                                                              | Năm vào biên chế | Quốc gia chế tạo | Quốc gia trang bị khác                                 |
| ------------------------------------------------------------------------ | ---------------- | ---------------- | ------------------------------------------------------ |
| Bell YFM-1 Airacuda máy bay tuần dương                                   | 1940             | Hoa Kỳ           |                                                        |
| Bristol Beaufighter                                                      | 1940             | Anh Quốc         | Vương quốc Anh, Australia                              |
| Bristol Blenheim tiêm kích bay đêm                                       | 1937             | Anh Quốc         |                                                        |
| Boulton Paul Defiant tiêm kích có tháp súng                              | 1939             | Anh Quốc         | Vương quốc Anh, Canada                                 |
| Blackburn Roc tiêm kích có tháp súng                                     | 1939             | Anh Quốc         |                                                        |
| Blackburn Skua tiêm kích/ném bom bổ nhào                                 | 1938             | Anh Quốc         |                                                        |
| de Havilland Mosquito tiêm kích bay đêm/tiêm kích đột kích/tiêm kích-bom | 1941             | Anh Quốc         | Vương quốc Anh, Canada, New Zealand, Australia, Hoa Kỳ |
| Dornier Do 215 tiêm kích bay đêm                                         | 1939             | Germany          |                                                        |
| Dornier Do 217 tiêm kích bay đêm                                         | 1941             | Germany          |                                                        |
| Dornier Do 335                                                           | 1944             | Germany          |                                                        |
| Douglas P-70/Havoc tiêm kích bay đêm                                     | 1941             | Hoa Kỳ           | Hoa Kỳ, Vương quốc Anh                                 |
| Fairey Firefly tiêm kích hạm đội/ném bom bổ nhào                         | 1941             | Anh Quốc         |                                                        |
| Fairey Fulmar tiêm kích hạm đội                                          | 1940             | Anh Quốc         |                                                        |
| Focke-Wulf Ta 154 tiêm kích bay đêm                                      | 1944             | Germany          |                                                        |
| Fokker G.I                                                               | 1939             | Hà Lan           |                                                        |
| Grumman F7F Tigercat tiêm kích bay đêm                                   | 1944             | Hoa Kỳ           |                                                        |
| Heinkel He 219 tiêm kích bay đêm                                         | 1943             | Germany          |                                                        |
| IMAM Ro.57                                                               | 1943             | Italy            |                                                        |
| Junkers Ju 88 tiêm kích bay đêm                                          | 1940             | Germany          |                                                        |
| Junkers Ju 388 tiêm kích bay đêm                                         | 1944             | Germany          |                                                        |
| Kawasaki Ki-45 tiêm kích bay đêm                                         | 1942             | Nhật Bản         |                                                        |
| Kawasaki Ki-102 tiêm kích hai động cơ                                    | 1945             | Nhật Bản         |                                                        |
| Lockheed P-38 Lightning                                                  | 1941             | Hoa Kỳ           | Hoa Kỳ, Australia, Trung Quốc, Vương quốc Anh          |
| Messerschmitt Bf 110                                                     | 1937             | Germany          |                                                        |
| Messerschmitt Me 210                                                     | 1943             | Germany          | Đức, Hungary                                           |
| Messerschmitt Me 410                                                     | 1943             | Germany          | Đức                                                    |
| Mitsubishi Ki-109 tiêm kích đánh chặn/ném bom                            |                  | Nhật Bản         |                                                        |
| Nakajima J1N tiêm kích bay đêm/tiêm kích đánh chặn                       | 1942             | Nhật Bản         |                                                        |
| Northrop P-61 Black Widow tiêm kích bay đêm                              | 1944             | Hoa Kỳ           |                                                        |
| Petlyakov Pe-3                                                           | 1941             | Liên Xô          | Liên Xô, Phần Lan                                      |
| Potez 630                                                                | 1938             | Pháp             |                                                        |
| Westland Welkin tiêm kích đánh chặn tầng cao                             | 1944             | Anh Quốc         |                                                        |
| Westland Whirlwind                                                       | 1940             | Anh Quốc         |                                                        |

#### Tiêm kích cánh quạt-phản lực/tên lửa
| Tên máy bay                                              | Năm vào biên chế | Quốc gia chế tạo | Quốc gia trang bị khác |
| -------------------------------------------------------- | ---------------- | ---------------- | ---------------------- |
| Bell P-59 Airacomet                                      | 1944             | Hoa Kỳ           |                        |
| de Havilland Vampire                                     | 1945             | Anh Quốc         |                        |
| Gloster Meteor                                           | 1944             | Anh Quốc         | Vương quốc Anh, Hoa Kỳ |
| Heinkel He 162                                           | 1945             | Germany          |                        |
| Lockheed P-80 Shooting Star                              | 1945             | Hoa Kỳ           |                        |
| Messerschmitt Me 163 tiêm kích đánh chặn động cơ tên lửa | 1944             | Germany          |                        |
| Messerschmitt Me 262                                     | 1944             | Germany          |                        |
| Ryan FR Fireball động cơ phản lực + piston               | 1945             | Hoa Kỳ           |                        |

### Cường kích và ném bom

#### Ném bom hạng nặng
| Tên máy bay                       | Năm vào biên chế | Quốc gia chế tạo   | Quốc gia trang bị khác            |
| --------------------------------- | ---------------- | ------------------ | --------------------------------- |
| Avro Manchester                   | 1940             | Anh Quốc           |                                   |
| Avro Lancaster                    | 1942             | Anh Quốc           | Vương quốc Anh, Canada, Australia |
| Blohm & Voss BV 142 tuần tra biển | 1940             | Germany            |                                   |
| Boeing B-17 Flying Fortress       | 1940             | Hoa Kỳ             | Hoa Kỳ, Vương quốc Anh, Canada    |
| Boeing B-29 Superfortress         | 1944             | Hoa Kỳ             |                                   |
| CANT Z.1007                       | 1938             | Italy              |                                   |
| Consolidated B-24 Liberator       | 1940             | Hoa Kỳ             | Hoa Kỳ, Canada, Vương quốc Anh    |
| Consolidated PB4Y-2 Privateer     | 1943             | Hoa Kỳ             |                                   |
| Consolidated B-32 Dominator       | 1942             | Hoa Kỳ             |                                   |
| Farman F.221-223                  | 1936             | Pháp               |                                   |
| Focke-Wulf Fw 200 tuần tra biển   | 1940             | Germany            |                                   |
| Handley Page Halifax              | 1940             | Anh Quốc           | Vương quốc Anh, Canada, Pháp      |
| Heinkel He 177                    | 1943             | Germany            |                                   |
| Mitsubishi Ki-20                  | 1932             | Germany · Nhật Bản | Nhật Bản                          |
| Petlyakov Pe-8                    | 1936             | Liên Xô            |                                   |
| Piaggio P.108                     | 1942             | Italy              |                                   |
| Short Stirling                    | 1940             | Anh Quốc           |                                   |
| Tupolev TB-3                      | 1932             | Liên Xô            |                                   |
| Vickers Warwick                   | 1939             | Anh Quốc           |                                   |

#### Ném bom hạng trung
| Tên máy bay                                        | Năm vào biên chế | Quốc gia chế tạo | Quốc gia trang bị khác                                                               |
| -------------------------------------------------- | ---------------- | ---------------- | ------------------------------------------------------------------------------------ |
| Amiot 143                                          | 1936             | Pháp             |                                                                                      |
| Amiot 354                                          | 1940             | Pháp             | Pháp, Đức                                                                            |
| Arado Ar 234 ném bom phản lực                      | 1944             | Germany          |                                                                                      |
| Arkhangelsky Ar-2                                  | 1940             | Liên Xô          |                                                                                      |
| Armstrong Whitworth Whitley                        | 1937             | Anh Quốc         |                                                                                      |
| Avia F.39                                          | 1932             | Tiệp Khắc        |                                                                                      |
| Avro Anson                                         | 1936             | Anh Quốc         | Vương quốc Anh, Canada, Iraq, Phần Lan                                               |
| Blackburn Botha                                    | 1939             | Anh Quốc         |                                                                                      |
| Bloch MB.131                                       | 1938             | Pháp             |                                                                                      |
| Bloch MB.170                                       | 1940             | Pháp             |                                                                                      |
| Bloch MB.200                                       | 1935             | Pháp             | Pháp, Bulgaria, Tiệp Khắc, Đức                                                       |
| Bloch MB.210                                       | 1937             | Pháp             |                                                                                      |
| Bristol Beaufort                                   | 1940             | Anh Quốc         | Vương quốc Anh, Australia, Canada, New Zealand, Nam Phi                              |
| Bristol Blenheim/Bolingbroke/Bisley                | 1937             | Anh Quốc         | Vương quốc Anh, Canada, Phần Lan, Pháp, Nam Tư                                       |
| Bristol Bombay ném bom/vận tải                     | 1939             | Anh Quốc         |                                                                                      |
| Breda Ba.88                                        | 1938             | Italy            |                                                                                      |
| Caproni Ca.135                                     | 1937             | Italy            |                                                                                      |
| Caproni Ca.309                                     | 1937             | Italy            | Italy, Bulgaria, Hungary                                                             |
| Caproni Ca.310-Ca.314                              | 1938             | Italy            | Italy, Croatia, Pháp, Hungary, Na Uy, Đức, Nam Tư                                    |
| Curtiss A-18 Shrike                                | 1936             | Hoa Kỳ           |                                                                                      |
| de Havilland Mosquito                              | 1941             | Anh Quốc         | Vương quốc Anh, Canada, Australia, Na Uy                                             |
| Dornier Do 11                                      | 1932             | Germany          | Bulgaria                                                                             |
| Dornier Do 17                                      | 1937             | Germany          | Đức, Bulgaria, Phần Lan, Nam Tư                                                      |
| Dornier Do 215                                     | 1939             | Germany          |                                                                                      |
| Dornier Do 217                                     | 1941             | Germany          | Đức, Italy                                                                           |
| Douglas A-20 Havoc/Boston                          | 1941             | Hoa Kỳ           | Hoa Kỳ, Australia, Brazil, Pháp, Vương quốc Anh, Liên Xô                             |
| Douglas A-26 Invader                               | 1944             | Hoa Kỳ           |                                                                                      |
| Douglas B-18 Bolo/Digby                            | 1936             | Hoa Kỳ           | Hoa Kỳ, Brazil, Canada                                                               |
| Douglas B-23/UC-67 Dragon                          | 1939             | Hoa Kỳ           |                                                                                      |
| Fiat BR.20                                         | 1938             | Italy            |                                                                                      |
| Fokker T.V                                         | 1938             | Hà Lan           |                                                                                      |
| Handley Page Hampden                               | 1938             | Anh Quốc         | Vương quốc Anh, Canada                                                               |
| Heinkel He 111                                     | 1936             | Germany          | Đức, Bulgaria, Trung Quốc, Hungary, Rumani, Slovakia                                 |
| Ilyushin DB-3/Il-4                                 | 1938             | Liên Xô          | Liên Xô, Phần Lan                                                                    |
| Junkers Ju 86                                      | 1936             | Germany          | Đức, Nam Phi                                                                         |
| Junkers Ju 88                                      | 1938             | Germany          | Đức, Phần Lan, Italy, Rumani                                                         |
| Junkers Ju 188                                     | 1943             | Germany          | Đức, Hungary                                                                         |
| Junkers Ju 388                                     | 1944             | Germany          |                                                                                      |
| Kawasaki Ki-48                                     | 1940             | Nhật Bản         |                                                                                      |
| Keystone B-3A                                      | 1936             | Hoa Kỳ           | Philippines                                                                          |
| Kyushu Q1W tuần tra biển                           | 1945             | Nhật Bản         |                                                                                      |
| Liore et Olivier LeO 451                           | 1939             | Pháp             |                                                                                      |
| Lockheed Hudson                                    | 1939             | Hoa Kỳ           | Hoa Kỳ, Brazil, Australia, Canada, New Zealand, Vương quốc Anh                       |
| Lockheed PV Ventura/B-34 Lexington và PV-2 Harpoon | 1942             | Hoa Kỳ           | Hoa Kỳ, Australia, Brazil, Canada, New Zealand, Nam Phi, Vương quốc Anh              |
| Martin B-10/B-12/model 139/239/339                 | 1934             | Hoa Kỳ           | Hoa Kỳ, Trung Quốc, Hà Lan, Philippines, Thái Lan                                    |
| Martin B-26 Marauder                               | 1941             | Hoa Kỳ           | Hoa Kỳ, Pháp, Vương quốc Anh, Nam Phi                                                |
| Martin Baltimore                                   | 1941             | Hoa Kỳ           | Hoa Kỳ, Pháp, Vương quốc Anh                                                         |
| Martin Maryland                                    | 1939             | Hoa Kỳ           | Pháp, Vương quốc Anh                                                                 |
| Mitsubishi G3M                                     | 1937             | Nhật Bản         |                                                                                      |
| Mitsubishi G4M                                     | 1941             | Nhật Bản         |                                                                                      |
| Mitsubishi Ki-21                                   | 1938             | Nhật Bản         | Nhật Bản, Thái Lan                                                                   |
| Mitsubishi Ki-67                                   | 1942             | Nhật Bản         |                                                                                      |
| Nakajima Ki-49                                     | 1938             | Nhật Bản         |                                                                                      |
| North American B-25 Mitchell                       | 1941             | Hoa Kỳ           | Hoa Kỳ, Australia, Brazil, Canada, Trung Quốc, Pháp, Hà Lan, Vương quốc Anh, Liên Xô |
| Petlyakov Pe-2                                     | 1941             | Liên Xô          | LIÊN XÔ, Phần Lan                                                                    |
| Potez 540                                          | 1934             | Pháp             |                                                                                      |
| PZL.37 Łoś                                         | 1938             | Ba Lan           | Ba Lan, Rumani, Đức                                                                  |
| Savoia-Marchetti SM.79 ba động cơ                  | 1937             | Italy            | Italy, Iraq, Rumani                                                                  |
| Savoia-Marchetti SM.81 ba động cơ                  | 1935             | Italy            |                                                                                      |
| Savoia-Marchetti SM.84 ba động cơ                  | 1941             | Italy            |                                                                                      |
| Sukhoi Su-2                                        | 1937             | Liên Xô          |                                                                                      |
| Tupolev SB/Avia B.71                               | 1934             | Liên Xô          | Liên Xô, Bulgaria, Trung Quốc, Tiệp Khắc, Phần Lan                                   |
| Tupolev TB-1                                       | 1929             | Liên Xô          |                                                                                      |
| Tupolev Tu-2                                       | 1944             | Liên Xô          |                                                                                      |
| Vickers Type 264 Valentia ném bom/vận tải          | 1934             | Anh Quốc         |                                                                                      |
| Vickers Wellington                                 | 1938             | Anh Quốc         |                                                                                      |
| Yermolayev Yer-2                                   | 1941             | Liên Xô          |                                                                                      |
| Yokosuka P1Y                                       | 1945             | Nhật Bản         |                                                                                      |

#### Ném bom hạng nhẹ và máy bay chi viện trực tiếp
| Tên máy bay                                                   | Năm vào biên chế | Quốc gia chế tạo | Quốc gia trang bị khác                                             |
| ------------------------------------------------------------- | ---------------- | ---------------- | ------------------------------------------------------------------ |
| Aero A.100                                                    | 1933             | Tiệp Khắc        |                                                                    |
| Aero A.304                                                    | 1937             | Tiệp Khắc        | Tiệp Khắc, Bulgaria, Đức                                           |
| Blackburn Ripon                                               | 1929             | Anh Quốc         | Phần Lan                                                           |
| Blackburn Shark                                               | 1934             | Anh Quốc         | Vương quốc Anh, Canada                                             |
| Breda Ba.64                                                   | 1937             | Italy            |                                                                    |
| Breda Ba.65                                                   | 1937             | Italy            | Italy, Iraq                                                        |
| Breguet 19                                                    | 1924             | Pháp             | Bỉ, Nam Tư, Croatia, Ba Lan                                        |
| Breguet 691, 693, 695                                         | 1939             | Pháp             |                                                                    |
| Curtiss A-12 Shrike                                           | 1933             | Hoa Kỳ           |                                                                    |
| Fairey Battle                                                 | 1937             | Anh Quốc         | Vương quốc Anh, Australia, Bỉ, Canada                              |
| Fairey Gordon                                                 | 1931             | Anh Quốc         | Vương quốc Anh, New Zealand                                        |
| Fokker C.V                                                    | 1924             | Hà Lan           | Hà Lan, Đan Mạch, Phần Lan, Na Uy                                  |
| Fokker C.X                                                    | 1932             | Hà Lan           | Hà Lan, Phần Lan                                                   |
| Hawker Dantorp                                                | 1927             | Anh Quốc         | Đan Mạch                                                           |
| Hawker Hart                                                   | 1930             | Anh Quốc         | Vương quốc Anh, Phần Lan                                           |
| Hawker Hind                                                   | 1935             | Anh Quốc         | Vương quốc Anh, New Zealand                                        |
| Heinkel He 45                                                 | 1931             | Germany          | Đức, Bulgaria, Hungary                                             |
| Heinkel He 50                                                 | 1935             | Germany          | Đức                                                                |
| Henschel Hs 123                                               | 1936             | Germany          |                                                                    |
| Henschel Hs 129                                               | 1938             | Germany          |                                                                    |
| IAR 37/38/39                                                  | 1938             | România          |                                                                    |
| Ilyushin Il-2                                                 | 1941             | Liên Xô          |                                                                    |
| Ilyushin Il-10                                                | 1944             | Liên Xô          |                                                                    |
| Junkers Ju 87                                                 | 1937             | Germany          | Đức, Bulgaria                                                      |
| Kharkov KhAI-5/Neman R-10                                     | 1936             | Liên Xô          |                                                                    |
| Kawasaki Ki-32                                                | 1938             | Nhật Bản         | Nhật Bản, Manchukuo                                                |
| Letov Š-16                                                    | 1928             | Tiệp Khắc        | Tiệp Khắc, Latvia, Thổ Nhĩ Kỳ                                      |
| Loire-Nieuport LN.401                                         | 1939             | Pháp             |                                                                    |
| Mitsubishi Ki-30                                              | 1938             | Nhật Bản         | Nhật Bản, Thái Lan                                                 |
| Mitsubishi Ki-51                                              | 1939             | Nhật Bản         |                                                                    |
| Northrop/Douglas A-17/8-A/Nomad                               | 1935             | Hoa Kỳ           | Hoa Kỳ, Nam Phi, Canada, Pháp, Iraq, Hà Lan, Na Uy, Vương quốc Anh |
| North American A-36 Apache phiên bản ném bom bổ nhào của P-51 | 1942             | Hoa Kỳ           |                                                                    |
| Polikarpov Po-2                                               | 1929             | Liên Xô          | Liên Xô, Phần Lan                                                  |
| Polikarpov R-5                                                | 1931             | Liên Xô          |                                                                    |
| Polikarpov R-Z                                                | 1935             | Liên Xô          | Liên Xô                                                            |
| Potez 25                                                      | 1925             | Pháp             | Pháp, Nam Tư, Ba Lan                                               |
| PZL.23/43 Karaś                                               | 1936             | Ba Lan           | Ba Lan, Rumani, Bulgaria                                           |
| Reggiane Re.2002                                              | 1941             | Italy            | Italy, Đức                                                         |
| Rogozarski R-100                                              | 1938             | Nam Tư           | Nam Tư, Croatia                                                    |
| Savoia-Marchetti SM.85                                        | 1936             | Italy            |                                                                    |
| Vickers Vildebeest                                            | 1933             | Anh Quốc         | Vương quốc Anh, New Zealand                                        |
| Vickers Wellesley                                             | 1937             | Anh Quốc         |                                                                    |
| Vultee A-31/A-35 Vengeance                                    | 1942             | Hoa Kỳ           | Hoa Kỳ, Australia, Brazil, Pháp, Vương quốc Anh                    |
| Vultee V-11                                                   | 1939             | Hoa Kỳ           | Hoa Kỳ, Brazil, Trung Quốc, Liên Xô                                |
| Weiss-Manfred WM–21 Sólyom                                    | 1938             | Hungary          |                                                                    |
| Yak-4                                                         | 1941             | Liên Xô          |                                                                    |

#### Máy bay ném bom hải quân trang bị cho tàu sân bay
| Tên máy bay                                       | Năm vào biên chế | Quốc gia chế tạo | Quốc gia trang bị khác              |
| ------------------------------------------------- | ---------------- | ---------------- | ----------------------------------- |
| Aichi D1A ném bom bổ nhào                         | 1934             | Nhật Bản         |                                     |
| Aichi D3A ném bom bổ nhào                         | 1937             | Nhật Bản         |                                     |
| Aichi B7A phóng ngư lôi/ném bom bổ nhào           | 1945             | Nhật Bản         |                                     |
| Brewster SB2A Buccaneer/Bermuda ném bom bổ nhào   | 1941             | Hoa Kỳ           | Hoa Kỳ, Vương quốc Anh              |
| Blackburn Skua tiêm kích/ném bom bổ nhào          | 1938             | Anh Quốc         |                                     |
| Consolidated TBY Sea Wolf ném bom/phóng ngư lôi   | 1944             | Hoa Kỳ           |                                     |
| Curtiss SB2C Helldiver ném bom bổ nhào            | 1943             | Hoa Kỳ           |                                     |
| Curtiss SBC Helldiver ném bom bổ nhào             | 1938             | Hoa Kỳ           | Hoa Kỳ, Pháp, Vương quốc Anh        |
| Douglas SBD Dauntless ném bom bổ nhào             | 1940             | Hoa Kỳ           | Hoa Kỳ, Pháp, New Zealand           |
| Douglas DT ném bom/phóng ngư lôi                  | 1921             | Hoa Kỳ           | Na Uy                               |
| Douglas TBD Devastator ném bom/phóng ngư lôi      | 1935             | Hoa Kỳ           |                                     |
| Fairey Albacore ném bom/phóng ngư lôi             | 1940             | Anh Quốc         | Vương quốc Anh, Canada              |
| Fairey Barracuda phóng ngư lôi/ném bom bổ nhào    | 1942             | Anh Quốc         |                                     |
| Fairey Swordfish ném bom/phóng ngư lôi            | 1936             | Anh Quốc         | Vương quốc Anh, Canada              |
| Fieseler Fi 167 ném bom/phóng ngư lôi/trinh sát   | 1940             | Germany          | Đức, Croatia, Rumani                |
| Grumman TBF Avenger ném bom/phóng ngư lôi         | 1942             | Hoa Kỳ           | Hoa Kỳ, Vương quốc Anh, New Zealand |
| Mitsubishi B5M ném bom/phóng ngư lôi              | 1937             | Nhật Bản         |                                     |
| Nakajima B5N ném bom/phóng ngư lôi                | 1938             | Nhật Bản         |                                     |
| Nakajima B6N ném bom/phóng ngư lôi                | 1942             | Nhật Bản         |                                     |
| Naval Aircraft Factory SBN ném bom bổ nhào        | 1941             | Hoa Kỳ           |                                     |
| Vought SB2U Vindicator/Chesapeake ném bom bổ nhào | 1937             | Hoa Kỳ           | Hoa Kỳ, Vương quốc Anh, Pháp        |
| Yokosuka B4Y ném bom/phóng ngư lôi                | 1936             | Nhật Bản         |                                     |
| Yokosuka D4Y ném bom bổ nhào/tiêm kích bay đêm    | 1942             | Nhật Bản         |                                     |

#### Máy bay trinh sát và thám sát chiến thuật, hợp đồng tác chiến với Lục quân
| Tên máy bay                    | Năm vào biên chế | Quốc gia chế tạo | Quốc gia trang bị khác                         |
| ------------------------------ | ---------------- | ---------------- | ---------------------------------------------- |
| Aero A.32                      | 1928             | Tiệp Khắc        | Tiệp Khắc, Phần Lan                            |
| ANF Les Mureaux 113, 115, 117  | 1933             | Pháp             |                                                |
| Armstrong Whitworth Atlas      | 1927             | Anh Quốc         | Canada                                         |
| Breguet 270 Series             | 1930             | Pháp             | Pháp, Trung Quốc                               |
| Curtiss O-52 Owl               | 1940             | Hoa Kỳ           | Hoa Kỳ, Liên Xô                                |
| DAR-3 Garvan                   | 1937             | Bulgaria         |                                                |
| Douglas O-43                   | 1933             | Hoa Kỳ           |                                                |
| Douglas O-46                   | 1936             | Hoa Kỳ           | Hoa Kỳ, Philippines                            |
| Focke-Wulf Fw 189              | 1941             | Germany          | Đức, Bulgaria, Hungary, Rumani                 |
| Fokker C.VIII                  | 1928             | Hà Lan           |                                                |
| Hawker Audax, Nisr & Hartebees | 1931             | Anh Quốc         | Vương quốc Anh, Iraq, Persia, Nam Phi          |
| Hawker Hector                  | 1936             | Anh Quốc         |                                                |
| Heinkel He 46                  | 1931             | Germany          | Đức, Hungary                                   |
| Henschel Hs 126                | 1937             | Germany          | Đức, Hy Lạp                                    |
| IMAM Ro.37                     | 1935             | Italy            | Italy, Hungary                                 |
| Kaproni Bulgarski KB-11        | 1941             | Bulgaria         |                                                |
| Letov Š-328                    | 1934             | Tiệp Khắc        | Tiệp Khắc, Bulgaria, Đức, Slovakia             |
| Lublin R-XIII                  | 1932             | Ba Lan           | Ba Lan, Rumani                                 |
| North American O-47            | 1934             | Hoa Kỳ           |                                                |
| Renard R-31                    | 1935             | Bỉ               |                                                |
| RWD-14 Czapla                  | 1939             | Ba Lan           | Ba Lan, Rumani                                 |
| Tachikawa Ki-36                | 1938             | Nhật Bản         | Nhật Bản, Thái Lan                             |
| VL Kotka                       | 1931             | Phần Lan         |                                                |
| Vought O2U & O3U Corsair       | 1926             | Hoa Kỳ           | Hoa Kỳ, Brazil, Trung Quốc, Thái Lan           |
| Westland Lysander              | 1936             | Anh Quốc         | Vương quốc Anh, Canada, Pháp, Phần Lan, Hoa Kỳ |
| Westland Wapiti                | 1928             | Anh Quốc         | Australia, Canada                              |
| Westland Wallace               | 1933             | Anh Quốc         |                                                |

### Máy bay trinh sát không ảnh và trinh sát chiến lược
| Tên máy bay                                            | Năm vào biên chế | Quốc gia chế tạo | Quốc gia trang bị khác             |
| ------------------------------------------------------ | ---------------- | ---------------- | ---------------------------------- |
| Arado Ar 234 trinh sát/ném bom                         | 1944             | Germany          |                                    |
| Biến thể trinh sát không ảnh của de Havilland Mosquito | 1941             | Anh Quốc         | Vương quốc Anh, Canada, Hoa Kỳ     |
| Junkers Ju 86P trinh sát không ảnh tầng cao            | 1936             | Germany          |                                    |
| Lockheed F-4 and F-5 Lightning                         | 1941             | Hoa Kỳ           | Hoa Kỳ, Pháp, Italy                |
| Mitsubishi Ki-15/C5M trinh sát tốc độ cao              | 1937             | Nhật Bản         |                                    |
| Mitsubishi Ki-46                                       | 1941             | Nhật Bản         |                                    |
| Nakajima C6N                                           | 1944             | Nhật Bản         |                                    |
| North American F-6 Mustang                             | 1942             | Hoa Kỳ           | Hoa Kỳ, Pháp                       |
| Potez 63.11                                            | 1939             | Pháp             |                                    |
| PWS-10                                                 | 1932             | Ba Lan           |                                    |
| Biến thể trinh sát không ảnh của Supermarine Spitfire  | 1938             | Anh Quốc         | Vương quốc Anh, Hoa Kỳ, Liên Xô... |
| Yokosuka R2Y                                           | 1945             | Nhật Bản         |                                    |

### Thủy phi cơ

#### Thủy phi cơ cỡ lớn
| Tên máy bay                               | Năm vào biên chế | Quốc gia chế tạo | Quốc gia trang bị khác                                                            |
| ----------------------------------------- | ---------------- | ---------------- | --------------------------------------------------------------------------------- |
| Aichi E11A                                | 1937             | Nhật Bản         |                                                                                   |
| Aichi H9A                                 | 1942             | Nhật Bản         |                                                                                   |
| Beriev MBR-2                              | 1935             | Liên Xô          |                                                                                   |
| Blohm & Voss BV 138                       | 1940             | Germany          |                                                                                   |
| Blohm & Voss BV 222                       | 1941             | Germany          |                                                                                   |
| Boeing 314 Clipper/C-98                   | 1939             | Hoa Kỳ           |                                                                                   |
| Breguet 521 Bizerte & 530 Saigon          | 1935             | Pháp             | Pháp, Đức                                                                         |
| CAMS 37                                   | 1926             | Pháp             |                                                                                   |
| CAMS 55                                   | 1930             | Pháp             |                                                                                   |
| Canadian Vickers Vancouver                | 1930             | Canada           |                                                                                   |
| Canadian Vickers Vedette                  | 1925             | Canada           |                                                                                   |
| CANT Z.501                                | 1935             | Italy            | Italy, Rumani                                                                     |
| CANT Z.506                                | 1936             | Italy            |                                                                                   |
| Chyetverikov MDR-6                        | 1941             | Liên Xô          |                                                                                   |
| Consolidated PBY/PBN/OA-10 Catalina/Canso | 1935             | Hoa Kỳ           | Hoa Kỳ, Australia, Brazil, Canada, Pháp, Na Uy, Vương quốc Anh, Liên Xô           |
| Consolidated PB2Y Coronado                | 1937             | Hoa Kỳ           | Hoa Kỳ, Vương quốc Anh (chỉ dùng để vận tải)                                      |
| Dornier Wal                               | 1922             | Germany          | Đức, Đan Mạch                                                                     |
| Dornier Do 18                             | 1938             | Germany          |                                                                                   |
| Dornier Do 24                             | 1937             | Germany          | Đức, Australia, Hà Lan                                                            |
| Dornier Do 26                             | 1938             | Germany          |                                                                                   |
| Douglas Dolphin                           | 1931             | Hoa Kỳ           | Hoa Kỳ, Australia, Trung Quốc                                                     |
| Grumman J2F Duck                          | 1936             | Hoa Kỳ           |                                                                                   |
| Grumman JRF Goose                         | 1937             | Hoa Kỳ           | Hoa Kỳ, Brazil, Canada, Vương quốc Anh (cứu hộ)                                   |
| Grumman J4F Widgeon                       | 1940             | Hoa Kỳ           | Hoa Kỳ, Brazil, Vương quốc Anh (Hải quân Hoàng gia sử dụng với tên gọi "Gosling") |
| Hall PH                                   | 1931             | Hoa Kỳ           |                                                                                   |
| Ikarus IO                                 | 1926             | Nam Tư           |                                                                                   |
| Ikarus ŠM                                 | 1924             | Nam Tư           |                                                                                   |
| Kawanishi H6K "Mavis"                     | 1938             | Nhật Bản         |                                                                                   |
| Kawanishi H8K "Emily"                     | 1942             | Nhật Bản         |                                                                                   |
| Kawanishi E11K                            | 1937             | Nhật Bản         |                                                                                   |
| Latécoère 300                             | 1932             | Pháp             |                                                                                   |
| Latécoère 521-523                         | 1935             | Pháp             |                                                                                   |
| Latécoère 611                             | 1940             | Pháp             |                                                                                   |
| Loire 130                                 | 1937             | Pháp             |                                                                                   |
| Loire 501                                 | 1933             | Pháp             |                                                                                   |
| Loire 70                                  | 1937             | Pháp             |                                                                                   |
| Lioré et Olivier H-246                    | 1939             | Pháp             | Pháp, Đức                                                                         |
| Lioré et Olivier LeO H-43                 | 1940             | Pháp             |                                                                                   |
| Lioré et Olivier LeO H-47                 | 1937             | Pháp             |                                                                                   |
| Martin M-130                              | 1934             | Hoa Kỳ           |                                                                                   |
| Martin PBM Mariner                        | 1940             | Hoa Kỳ           | Hoa Kỳ, Vương quốc Anh, Australia, Hà Lan                                         |
| Martin JRM Mars                           | 1943             | Hoa Kỳ           |                                                                                   |
| Potez 452                                 | 1936             | Pháp             |                                                                                   |
| Saro Cutty Sark                           | 1930             | Anh Quốc         | Vương quốc Anh, Trung Quốc, New Zealand                                           |
| Saro Lerwick                              | 1940             | Anh Quốc         | Vương quốc Anh, Canada                                                            |
| Saro London                               | 1936             | Anh Quốc         | Vương quốc Anh, Canada                                                            |
| Shavrov Sh-2                              | 1934             | Liên Xô          | LIÊN XÔ, Phần Lan                                                                 |
| Short Empire                              | 1936             | Anh Quốc         | Vương quốc Anh, Australia, New Zealand                                            |
| Short Singapore                           | 1935             | Anh Quốc         | Vương quốc Anh, New Zealand                                                       |
| Short Sunderland                          | 1938             | Anh Quốc         | Vương quốc Anh, Australia, Pháp, New Zealand, Na Uy                               |
| Sikorsky JRS-1/OA-8                       | 1935             | Hoa Kỳ           |                                                                                   |
| SNCASE SE.200                             | 1942             | Pháp             | Đức                                                                               |
| Supermarine Sea Otter                     | 1942             | Anh Quốc         |                                                                                   |
| Supermarine Stranraer                     | 1937             | Anh Quốc         | Vương quốc Anh, Canada                                                            |
| Supermarine Walrus                        | 1935             | Anh Quốc         | Vương quốc Anh, Australia, Canada, Pháp, New Zealand                              |
| Tupolev MTB-1                             | 1929             | Liên Xô          |                                                                                   |
| Yokosuka H5Y                              | 1939             | Nhật Bản         |                                                                                   |

#### Máy bay có phao nổi
| Tên máy bay                                               | Năm vào biên chế | Quốc gia chế tạo | Quốc gia trang bị khác               |
| --------------------------------------------------------- | ---------------- | ---------------- | ------------------------------------ |
| Aichi E13A                                                | 1941             | Nhật Bản         | Nhật Bản, Thái Lan                   |
| Aichi E16A                                                | 1944             | Nhật Bản         |                                      |
| Aichi M6A                                                 | 1945             | Nhật Bản         |                                      |
| Arado Ar 95                                               | 1936             | Germany          |                                      |
| Arado Ar 196                                              | 1938             | Germany          | Đức, Bulgaria, Phần Lan, Na Uy       |
| Arado Ar 199 trainer                                      | 1939             | Germany          |                                      |
| Arado Ar 231                                              | 1941             | Germany          | Đức                                  |
| Beriev Be-2                                               | 1938             | Liên Xô          |                                      |
| Beriev Be-4                                               | 1942             | Liên Xô          |                                      |
| Besson MB.411                                             | 1935             | Pháp             |                                      |
| Curtiss SC Seahawk                                        | 1944             | Hoa Kỳ           |                                      |
| Curtiss SO3C Seamew                                       | 1942             | Hoa Kỳ           | Hoa Kỳ, Vương quốc Anh               |
| Curtiss SOC Seagull                                       | 1935             | Hoa Kỳ           |                                      |
| Dornier Do 22                                             | 1938             | Germany          | Đức, Phần Lan, Nam Tư, Hy Lạp        |
| Fairey Seafox                                             | 1937             | Anh Quốc         |                                      |
| Fairey Swordfish                                          | 1936             | Anh Quốc         |                                      |
| Farman/Centre NC.470                                      | 1938             | Pháp             |                                      |
| Fiat RS.14                                                | 1941             | Italy            |                                      |
| Fokker C.XI-W                                             | 1935             | Hà Lan           |                                      |
| Fokker C.XIV-W                                            | 1937             | Hà Lan           |                                      |
| Fokker T.IV                                               | 1927             | Hà Lan           |                                      |
| Fokker T.VIII                                             | 1938             | Hà Lan           | Hà Lan, Đức, Vương quốc Anh          |
| Gourdou-Leseurre GL-810-813 HY                            | 1930             | Pháp             |                                      |
| Gourdou-Leseurre GL-832 HY                                | 1930             | Pháp             |                                      |
| Heinkel HE 8                                              | 1927             | Germany          | Đan Mạch                             |
| Heinkel He 42 máy bay huấn luyện có phao bơi              | 1929             | Germany          | Đức, Bulgaria                        |
| Heinkel He 59                                             | 1935             | Germany          | Đức, Phần Lan                        |
| Heinkel He 60                                             | 1933             | Germany          | Đức, Bulgaria                        |
| Heinkel He 114                                            | 1939             | Germany          | Đức, Rumani                          |
| Heinkel He 115                                            | 1939             | Germany          | Đức, Phần Lan, Na Uy, Vương quốc Anh |
| IMAM Ro.43                                                | 1935             | Italy            |                                      |
| Kawanishi E7K                                             | 1935             | Nhật Bản         |                                      |
| Kawanishi N1K máy bay huấn luyện có phao bơi              | 1944             | Nhật Bản         |                                      |
| Latécoère 290                                             | 1934             | Pháp             |                                      |
| Latécoère 298                                             | 1938             | Pháp             | Pháp, Đức                            |
| Levasseur PL.15                                           | 1933             | Pháp             |                                      |
| Marinens Flyvebaatfabrikk/Høver M.F.8 floatplane trainer  | 1924             | Na Uy            |                                      |
| Marinens Flyvebaatfabrikk/Høver M.F.10                    | 1929             | Na Uy            |                                      |
| Marinens Flyvebaatfabrikk/Høver M.F.11 floatplane trainer | 1932             | Na Uy            | Na Uy, Phần Lan                      |
| Mitsubishi F1M                                            | 1941             | Nhật Bản         |                                      |
| Nakajima A6M2-N                                           | 1942             | Nhật Bản         |                                      |
| Northrop N-3PB                                            | 1940             | Na Uy            |                                      |
| Nakajima E8N                                              | 1935             | Nhật Bản         | Nhật Bản, Thái Lan                   |
| Rogozarski SIM-XII-H                                      | 1938             | Nam Tư           |                                      |
| Rogozarski SIM-XIV-H                                      | 1939             | Nam Tư           |                                      |
| VL Sääski floatplane trainer                              | 1928             | Phần Lan         |                                      |
| Vought OS2U Kingfisher                                    | 1938             | Hoa Kỳ           | Hoa Kỳ, Australia, Vương quốc Anh    |
| Watanabe E9W                                              | 1938             | Nhật Bản         |                                      |
| Watanabe K6W/WS-103                                       | 1938             | Nhật Bản         | Nhật Bản, Thái Lan                   |
| Yokosuka E14Y                                             | 1941             | Nhật Bản         |                                      |
| Yokosuka K4Y                                              | 1933             | Nhật Bản         |                                      |

### Máy bay vận tải và tiện ích

#### Máy bay chở hàng và chở khách
| Tên máy bay                                         | Năm vào biên chế | Quốc gia chế tạo | Quốc gia trang bị khác                                                  |
| --------------------------------------------------- | ---------------- | ---------------- | ----------------------------------------------------------------------- |
| Arado Ar 232                                        | 1943             | Germany          |                                                                         |
| Armstrong Whitworth Albemarle                       | 1940             | Anh Quốc         | Vương quốc Anh, Liên Xô                                                 |
| Avro Lancastrian                                    | 1945             | Anh Quốc         |                                                                         |
| Avro York                                           | 1944             | Anh Quốc         |                                                                         |
| Boeing 247/UC-73                                    | 1933             | Hoa Kỳ           | Hoa Kỳ, Vương quốc Anh, Canada                                          |
| Boeing 307/UC-75                                    | 1940             | Hoa Kỳ           |                                                                         |
| Bristol Buckingham                                  | 1943             | Anh Quốc         |                                                                         |
| Budd RB Conestoga                                   | 1944             | Hoa Kỳ           |                                                                         |
| Caproni Ca.111                                      | 1932             | Italy            |                                                                         |
| Caproni Ca.133                                      | 1935             | Italy            |                                                                         |
| Consolidated C-87/C-109 Liberator Express           | 1942             | Hoa Kỳ           | Hoa Kỳ, Vương quốc Anh                                                  |
| Curtiss-Wright C-46 Commando                        | 1941             | Hoa Kỳ           |                                                                         |
| de Havilland Albatross                              | 1938             | Anh Quốc         |                                                                         |
| Douglas C-47 Skytrain/Dakota                        | 1935             | Hoa Kỳ           | Hoa Kỳ, Brazil, Canada, Pháp, New Zealand, Vương quốc Anh               |
| Douglas C-54/R5D Skymaster                          | 1942             | Hoa Kỳ           | Hoa Kỳ, Vương quốc Anh                                                  |
| Douglas DC-2/C-32                                   | 1934             | Hoa Kỳ           | Hoa Kỳ, Australia, Phần Lan, Nhật Bản, Vương quốc Anh                   |
| Douglas DC-3                                        | 1935             | Hoa Kỳ           | Hoa Kỳ, Nhật Bản                                                        |
| Douglas DC-5/C-110/R3D                              | 1940             | Hoa Kỳ           | Hoa Kỳ, Australia, Nhật Bản                                             |
| Fiat G.12                                           | 1941             | Italy            |                                                                         |
| Fiat G.18                                           | 1936             | Italy            |                                                                         |
| Fokker F.VII                                        | 1925             | Hà Lan           | Hà Lan, Phần Lan, Ba Lan                                                |
| Fokker Super Universal                              | 1928             | Hà Lan           |                                                                         |
| Ford Ba động cơ                                     | 1926             | Hoa Kỳ           | Australia                                                               |
| Gotha Go 244                                        | 1942             | Germany          |                                                                         |
| Handley Page H.P.54 Harrow máy bay ném bom/vận tải  | 1937             | Anh Quốc         | Vương quốc Anh, Canada                                                  |
| Handley Page Halifax                                | 1940             | Anh Quốc         |                                                                         |
| Heinkel He 116 máy bay thư tín                      | 1938             | Germany          | Đức                                                                     |
| Junkers G 31                                        | 1926             | Germany          | Đức, Australia                                                          |
| Junkers Ju 52                                       | 1932             | Germany          | Đức, Bulgaria, Na Uy                                                    |
| Junkers Ju 89                                       | 1938             | Germany          |                                                                         |
| Junkers Ju 90                                       | 1938             | Germany          |                                                                         |
| Junkers Ju 252                                      | 1942             | Germany          |                                                                         |
| Junkers Ju 352                                      | 1944             | Germany          |                                                                         |
| Kawasaki Ki-56 Lockheed 14 cải tiến                 | 1940             | Nhật Bản         |                                                                         |
| Kokusai Ki-59                                       | 1941             | Nhật Bản         |                                                                         |
| Lisunov Li-2 chế tạo theo giấy phép từ DC-3 sửa đổi | 1939             | Liên Xô          |                                                                         |
| Lockheed Model 14 Super Electra                     | 1937             | Hoa Kỳ           | Hoa Kỳ, Vương quốc Anh, Canada, Nhật Bản, Nam Phi                       |
| Lockheed 18/C-60 Lodestar                           | 1937             | Hoa Kỳ           | Hoa Kỳ, Australia, Brazil, Canada, New Zealand, Nam Phi, Vương quốc Anh |
| Messerschmitt Me 323                                | 1943             | Germany          |                                                                         |
| Mitsubishi Ki-57                                    | 1942             | Nhật Bản         |                                                                         |
| Nakajima Ki-4                                       | 1934             | Nhật Bản         | Nhật Bản, Manchukuo                                                     |
| Nakajima Ki-6/C2N/Fokker Super Universal            | 1931             | Hoa Kỳ, Nhật Bản | Nhật Bản, Manchukuo                                                     |
| Percival Petrel                                     | 1937             | Anh Quốc         |                                                                         |
| Potez 62                                            | 1935             | Pháp             |                                                                         |
| Potez 650                                           | 1937             | Pháp             |                                                                         |
| Savoia-Marchetti S.73                               | 1934             | Italy            | Italy, Bỉ, Vương quốc Anh                                               |
| Savoia-Marchetti SM.75                              | 1938             | Italy            | Italy, Hungary, Đức                                                     |
| Savoia-Marchetti SM.82                              | 1940             | Italy            | Italy, Đức                                                              |
| Savoia-Marchetti S.83                               | 1938             | Italy            | Italy, Bỉ                                                               |
| Short Stirling                                      | 1943             | Anh Quốc         |                                                                         |
| Showa/Nakajima L2D                                  | 1939             | Nhật Bản         |                                                                         |
| Siebel Si 204                                       | 1942             | Germany          |                                                                         |
| Tupolev ANT-9                                       | 1931             | Liên Xô          | LIÊN XÔ, Thổ Nhĩ Kỳ                                                     |
| Yokosuka L3Y                                        | 1935             | Nhật Bản         |                                                                         |

#### Máy bay vận tải hạng nhẹ, tiện ích và liên lạc
Rất nhiều máy bay thuộc thể loại này được đưa vào trang bị với số lượng rất nhỏ. Quốc gia chế tạo có thể không dùng làm máy bay quân sự, và đưa và sử dụng trong một số mục đích khác, chứ không phải do một tổ chức quân sự sử dụng.
| Tên máy bay                                           | Năm vào biên chế | Quốc gia chế tạo | Quốc gia trang bị khác                                        |
| ----------------------------------------------------- | ---------------- | ---------------- | ------------------------------------------------------------- |
| Airspeed Envoy                                        | 1934             | Anh Quốc         | Vương quốc Anh, Phần Lan, Nam Phi                             |
| AVIA FL.3                                             | 1939             | Italy            | Italy, Croatia, Đức                                           |
| Barkley-Grow T8P-1                                    | 1937             | Hoa Kỳ           | Canada                                                        |
| Beechcraft 17 Staggerwing/UC-43 Traveler              | 1933             | Hoa Kỳ           | Hoa Kỳ, Australia, Brazil, Vương quốc Anh, New Zealand        |
| Beechcraft Model 18/C-45/JRB/SNB/AT-7/AT-11 Expeditor | 1937             | Hoa Kỳ           | Hoa Kỳ, Brazil, Canada, Pháp, Vương quốc Anh                  |
| Beneš-Mráz Bibi                                       | 1936             | Tiệp Khắc        |                                                               |
| Bloch MB.81 máy bay cứu thương                        | 1935             | Pháp             |                                                               |
| Bloch MB.120 máy bay thư tín                          | 1935             | Pháp             |                                                               |
| Breda Ba.44                                           | 1934             | Italy            |                                                               |
| Caproni Ca.164                                        | 1938             | Italy            | France                                                        |
| Caudron C.280/C.400/C.410                             | 1932             | Pháp             |                                                               |
| Caudron C.440                                         | 1934             | Pháp             | Pháp, Bỉ, Đức                                                 |
| Caudron C.480 Frégate                                 | 1935             | Pháp             |                                                               |
| Caudron C.600 Aiglon                                  | 1935             | Pháp             |                                                               |
| Caudron C.635 Simoun                                  | 1935             | Pháp             |                                                               |
| Cessna 165                                            | 1935             | Hoa Kỳ           | Hoa Kỳ, Australia, Phần Lan                                   |
| de Havilland DH.50                                    | 1923             | Anh Quốc         | Australia                                                     |
| de Havilland Dragon                                   | 1934             | Anh Quốc         | Vương quốc Anh, Iraq, New Zealand                             |
| de Havilland Dragon Rapide/Dominie                    | 1934             | Anh Quốc         | Vương quốc Anh, Australia, Bỉ, Đan Mạch, Iraq, New Zealand    |
| de Havilland Dragonfly                                | 1936             | Anh Quốc         | Vương quốc Anh, Australia, Đan Mạch, Iraq                     |
| de Havilland Express                                  | 1934             | Anh Quốc         | Vương quốc Anh, Australia, New Zealand                        |
| de Havilland Flamingo                                 | 1939             | Anh Quốc         |                                                               |
| de Havilland Fox Moth                                 | 1932             | Anh Quốc         | Vương quốc Anh, Australia, New Zealand                        |
| de Havilland Leopard Moth                             | 1933             | Anh Quốc         | Vương quốc Anh, Australia, Bỉ                                 |
| de Havilland Moth Minor                               | 1937             | Anh Quốc         | Vương quốc Anh, Australia, New Zealand                        |
| de Havilland Puss Moth                                | 1930             | Anh Quốc         | Vương quốc Anh, Canada, Iraq, New Zealand                     |
| Fairchild 24 Argus/UC-61 Forwarder                    | 1932             | Hoa Kỳ           | Hoa Kỳ, Australia, Brazil, Canada, Thái Lan, Vương quốc Anh   |
| Fairchild 71                                          | 1926             | Hoa Kỳ           | Canada                                                        |
| Fairchild FC-2                                        | 1926             | Hoa Kỳ           | Canada                                                        |
| Fairchild Super 71                                    | 1934             | Canada           |                                                               |
| Foster Wikner Wicko                                   | 1936             | Anh Quốc         | Vương quốc Anh, New Zealand                                   |
| Fleet Freighter                                       | 1938             | Canada           |                                                               |
| Hanriot H.182                                         | 1934             | Pháp             |                                                               |
| Harlow C-80/PJC-2                                     | 1937             | Hoa Kỳ           | Hoa Kỳ, Vương quốc Anh                                        |
| Howard UC-70/GH Nightingale                           | 1939             | Hoa Kỳ           |                                                               |
| Junkers F 13                                          | 1920             | Germany          | Phần Lan                                                      |
| Junkers W 34 & K 43                                   | 1926             | Germany          | Đức, Australia, Phần Lan, Na Uy                               |
| SAI KZ II                                             | 1937             | Đan Mạch         |                                                               |
| Laville PS-89                                         | 1935             | Liên Xô          |                                                               |
| Lockheed UC-101 Vega                                  | 1928             | Hoa Kỳ           | Hoa Kỳ, Australia                                             |
| Lockheed UC-85 Orion                                  | 1931             | Hoa Kỳ           |                                                               |
| Lockheed 10/C-36 Electra                              | 1935             | Hoa Kỳ           | Hoa Kỳ, Canada, Vương quốc Anh                                |
| Lockheed 12/UC-40 Electra Junior                      | 1936             | Hoa Kỳ           | Hoa Kỳ, Canada, Hà Lan, Vương quốc Anh                        |
| Miles Falcon                                          | 1934             | Anh Quốc         | Vương quốc Anh, Australia                                     |
| Miles Merlin                                          | 1935             | Anh Quốc         | Vương quốc Anh, Australia                                     |
| Miles Mentor                                          | 1938             | Anh Quốc         |                                                               |
| Miles Messenger                                       | 1942             | Anh Quốc         |                                                               |
| Miles Whitney Straight                                | 1936             | Anh Quốc         | Vương quốc Anh, New Zealand                                   |
| Mitsubishi K3M                                        | 1931             | Nhật Bản         |                                                               |
| Noorduyn Norseman                                     | 1935             | Canada           | Canada, Australia, Brazil, Hoa Kỳ                             |
| Northrop Delta                                        | 1933             | Hoa Kỳ           | Canada, Australia                                             |
| Moskalyev SAM-5                                       | 1935             | Liên Xô          |                                                               |
| Percival Gull                                         | 1932             | Anh Quốc         | Vương quốc Anh, New Zealand                                   |
| Percival Proctor                                      | 1939             | Anh Quốc         |                                                               |
| Percival Vega Gull                                    | 1935             | Anh Quốc         | Vương quốc Anh, Australia, Bỉ, New Zealand                    |
| Piper J-4                                             | 1938             | Hoa Kỳ           | Hoa Kỳ, Vương quốc Anh                                        |
| Porterfield 35                                        | 1935             | Hoa Kỳ           | Hoa Kỳ, New Zealand                                           |
| Potez 29                                              | 1927             | Pháp             |                                                               |
| Potez 56                                              | 1934             | Pháp             |                                                               |
| Potez 58                                              | 1934             | Pháp             |                                                               |
| Rearwin Sportster                                     | 1935             | Hoa Kỳ           | Hoa Kỳ, New Zealand, Thái Lan                                 |
| SAIMAN 202                                            | 1939             | Italy            | Italy, Croatia                                                |
| Shcherbakov Shche-2                                   | 1943             | Liên Xô          |                                                               |
| Spartan UC-71 Executive                               | 1936             | Hoa Kỳ           | Hoa Kỳ, Vương quốc Anh, Canada, Trung Quốc                    |
| Putilov Stal-3                                        | 1933             | Liên Xô          |                                                               |
| Stinson UC-81/AT-19 Reliant                           | 1933             | Hoa Kỳ           | Hoa Kỳ, Australia, Na Uy, Philippines, Vương quốc Anh         |
| Stinson Voyager                                       | 1939             | Hoa Kỳ           | Hoa Kỳ, Canada, Pháp                                          |
| Tugan Gannet                                          | 1935             | Úc               |                                                               |
| Tupolev PS-35                                         | 1937             | Liên Xô          |                                                               |
| Waco UC-72 (and other Waco variants                   | 1930s            | Hoa Kỳ           | Hoa Kỳ, Australia, Brazil, New Zealand, Na Uy, Vương quốc Anh |
| Yakovlev Yak-6                                        | 1942             | Liên Xô          |                                                               |

#### Máy bay liên lạc
| Tên máy bay                      | Năm vào biên chế | Quốc gia chế tạo | Quốc gia trang bị khác    |
| -------------------------------- | ---------------- | ---------------- | ------------------------- |
| Aeronca L-3                      | 1941             | Hoa Kỳ           | Hoa Kỳ,Brazil             |
| Paulista CAP-4                   | 1935             | Brasil           |                           |
| Fieseler Fi 156 Storch           | 1936             | Germany          | Đức, Bulgaria, Phần Lan   |
| Interstate Cadet/L-6 Grasshopper | 1942             | Hoa Kỳ           | Hoa Kỳ, Na Uy             |
| Kokusai Ki-76                    | 1942             | Nhật Bản         |                           |
| Piper L-4, O-59 and NE-1         | 1938             | Hoa Kỳ           | Hoa Kỳ, Brazil            |
| RWD-13                           | 1935             | Ba Lan           | Ba Lan, Rumani            |
| Stinson L-1/O-49 Vigilant        | 1941             | Hoa Kỳ           | Hoa Kỳ, Vương quốc Anh    |
| Stinson L-5 Sentinel             | 1942             | Hoa Kỳ           | Hoa Kỳ, Vương quốc Anh    |
| Taylorcraft Auster               | 1942             | Anh Quốc         | Vương quốc Anh, Australia |
| Taylorcraft L-2                  | 1941             | Hoa Kỳ           |                           |

#### Tàu lượn vận tải
| Tên máy bay                 | Năm vào biên chế | Quốc gia chế tạo | Quốc gia trang bị khác |
| --------------------------- | ---------------- | ---------------- | ---------------------- |
| Airspeed Horsa              | 1942             | Anh Quốc         |                        |
| Antonov A-7                 | 1942             | Liên Xô          |                        |
| DFS 230                     | 1938             | Germany          |                        |
| DHA-G                       | 1942             | Úc               |                        |
| General Aircraft Hamilcar   | 1942             | Anh Quốc         |                        |
| Gotha Go 242                | 1941             | Germany          |                        |
| Gribovski G-11              | 1941             | Liên Xô          |                        |
| Kokusai Ku-8                | 1941             | Nhật Bản         |                        |
| Kolesnikov-Tsibin KC-20     | 1942             | Liên Xô          |                        |
| Maeda Ku-1                  | 1941             | Nhật Bản         |                        |
| Messerschmitt Me 321 Gigant | 1941             | Germany          |                        |
| Slingsby Hengist            | 1942             | Anh Quốc         |                        |
| Waco CG-3                   | 1942             | Hoa Kỳ           |                        |
| Waco CG-4 Hadrian           | 1942             | Hoa Kỳ           | Hoa Kỳ, Vương quốc Anh |
| Waco CG-13                  | 1945             | Hoa Kỳ           |                        |
| Waco CG-15                  | 1943             | Hoa Kỳ           |                        |

### Máy bay huấn luyện
Các máy bay huấn luyện sơ cấp được dùng để huấn luyện cơ bản. Các máy bay huấn luyện thứ cấp được dùng để huấn luyện cho các phi công làm quen với những hệ thống phức tạp hơn, máy bay chiến đấu tốc độ cao, và huấn luyện nhào lộn hoặc chiến đấu. Máy bay huấn luyện nhiều động cơ được dùng để đào tạo các phi công đã qua các lớp huấn luyện cơ bản, sẽ chuyển lên làm quen với các máy bay vận tải và máy bay ném bom nhiều động cơ, và dùng để huấn luyện cả hoa tiêu và kỹ sư hàng không. Nhiều quốc gia, đáng chú ý là Nhật Bản, Đức và Liên Xô, sử dụng các kiểu máy bay chiến đấu cũ để dùng huấn luyện, thay vì phải chế tạo các loại huấn luyện nâng cao chuyên nhiệm. Còn Vương quốc Anh thường sử dụng các loại như tàu kéo mục tiêu, kéo theo một mục tiêu giả để cho xạ thủ học viên thực hành. Các máy bay huấn luyện trung cấp đã được thử nghiệm ở một số quốc gia để giảm thời gian huấn luyện cũng như chi phí, nhưng thời gian huấn luyện ở giai đoạn sơ cấp lại tăng lên, nên loại máy bay này không cần thiết.

#### Tàu lượn huấn luyện
| Tên máy bay                                     | Năm vào biên chế | Quốc gia chế tạo | Quốc gia trang bị khác         |
| ----------------------------------------------- | ---------------- | ---------------- | ------------------------------ |
| DFS SG 38 Schulgleiter primary training glider  | 1938             | Germany          | Đức, Nhật Bản + many others... |
| General Aircraft Hotspur paratroop jump trainer | 1940             | Anh Quốc         |                                |
| Laister-Kauffman TG-4                           | 1941             | Hoa Kỳ           |                                |
| Slingsby Kirby Cadet                            | 1935             | Anh Quốc         |                                |
| Schweizer TG-3                                  | 1942             | Hoa Kỳ           |                                |
| Schweizer TG-2/LNS-1                            | 1938             | Hoa Kỳ           |                                |
| Schneider Grunau Baby                           | 1931             | Germany          | Đức, Đan Mạch                  |

#### Máy bay huấn luyện sơ cấp
| Tên máy bay                                                 | Năm vào biên chế | Quốc gia chế tạo | Quốc gia trang bị khác                                                                    |
| ----------------------------------------------------------- | ---------------- | ---------------- | ----------------------------------------------------------------------------------------- |
| ANBO IV                                                     | 1934             | Litva            |                                                                                           |
| Avro 504                                                    | 1913             | Anh Quốc         | Estonia, Thái Lan                                                                         |
| Avro 626                                                    | 1930             | Anh Quốc         | Vương quốc Anh, Bỉ, Canada, Estonia, Hy Lạp, New Zealand                                  |
| Avro 643 Cadet                                              | 1932             | Anh Quốc         | Vương quốc Anh, Australia, Trung Quốc                                                     |
| Avro Tutor                                                  | 1933             | Anh Quốc         | Vương quốc Anh, Canada, Đan Mạch                                                          |
| Beneš-Mráz Be-50 Beta-Minor                                 | 1935             | Tiệp Khắc        | Đức, Slovakia                                                                             |
| Boeing-Stearman Model 73/75/PT-13/PT-17/PT-18/NS/N2S Kaydet | 1934             | Hoa Kỳ           | Hoa Kỳ, Brazil, Canada, Trung Quốc, Philippines                                           |
| Breda Ba.25 & Ba.28                                         | 1932             | Italy            | Italy, Hungary, Trung Quốc, Na Uy                                                         |
| Bücker Bü 131, Ki-86, K9W1                                  | 1935             | Germany          | Đức, Bulgaria, Nhật Bản, Hungary, Rumani...                                               |
| Bücker Bü 181                                               | 1940             | Germany          | Đức, Bulgaria                                                                             |
| CAC Wackett                                                 | 1941             | Úc               |                                                                                           |
| DAR 9 Siniger                                               | 1940             | Bulgaria         | Bulgaria, Nam Tư                                                                          |
| de Havilland DH.60 Moth                                     | 1925             | Anh Quốc         | Vương quốc Anh, Australia, Đan Mạch, Phần Lan, Iraq, New Zealand, Na Uy                   |
| de Havilland Tiger Moth                                     | 1932             | Anh Quốc         | Vương quốc Anh, Australia, Brazil, Canada, Đan Mạch, Iraq, New Zealand, Na Uy             |
| Fairchild PT-19/23/26 Cornell                               | 1940             | Hoa Kỳ           | Hoa Kỳ, Brazil, Canada, Na Uy                                                             |
| Fleet Fawn                                                  | 1931             | Canada           | Canada, Brazil,                                                                           |
| Fleet 10/16/Finch                                           | 1939             | Canada           | Canada, Trung Quốc, Brazil, Rumani                                                        |
| Focke-Wulf Fw 44                                            | 1932             | Germany          | Đức, Brazil, Bulgaria, Trung Quốc, Tiệp Khắc, Phần Lan, Hungary, Ba Lan, Rumani, Slovakia |
| Fokker S.IV                                                 | 1924             | Hà Lan           |                                                                                           |
| Fokker S.IX                                                 | 1937             | Hà Lan           |                                                                                           |
| Gotha Go 145                                                | 1935             | Germany          |                                                                                           |
| Hanriot H.43                                                | 1928             | Pháp             |                                                                                           |
| Heinkel He 72                                               | 1933             | Germany          | Đức, Bulgaria                                                                             |
| Klemm Kl 25                                                 | 1928             | Germany          | Đức, Na Uy                                                                                |
| Koolhoven F.K.51                                            | 1935             | Hà Lan           |                                                                                           |
| Letov Š-218                                                 | 1930             | Tiệp Khắc        | Phần Lan                                                                                  |
| Meyers OTW máy bay huấn luyện CPTP                          | 1936             | Hoa Kỳ           |                                                                                           |
| Miles Hawk                                                  | 1933             | Anh Quốc         | Vương quốc Anh, New Zealand                                                               |
| Miles Magister                                              | 1937             | Anh Quốc         | Vương quốc Anh, Na Uy                                                                     |
| Morane-Saulnier MS.230                                      | 1930             | Pháp             |                                                                                           |
| Morane-Saulnier MS.315                                      | 1932             | Pháp             |                                                                                           |
| Mráz Zobor I                                                | 1942             | Slovakia         |                                                                                           |
| Naval Aircraft Factory N3N Canary                           | 1936             | Hoa Kỳ           |                                                                                           |
| North American BT-9/BT-14/NA.57/NA.64 Yale                  | 1936             | Hoa Kỳ           | Hoa Kỳ, Brazil, Canada, Pháp, Đức, Vương quốc Anh                                         |
| Ryan PT-16/20/21/22 Recruit                                 | 1934             | Hoa Kỳ           | Hoa Kỳ, Australia, Hà Lan                                                                 |
| Polikarpov Po-2                                             | 1929             | Liên Xô          |                                                                                           |
| Praga E-39                                                  | 1931             | Tiệp Khắc        |                                                                                           |
| Repülőgépgyár Levente II                                    | 1943             | Hungary          |                                                                                           |
| SAIMAN 200                                                  | 1940             | Italy            | Italy, Croatia, Đức                                                                       |
| Spartan NP-1                                                | 1940             | Hoa Kỳ           |                                                                                           |
| St. Louis PT-15                                             | 1940             | Hoa Kỳ           |                                                                                           |
| Tachikawa Ki-9                                              | 1935             | Nhật Bản         |                                                                                           |
| Tachikawa Ki-17                                             | 1936             | Nhật Bản         |                                                                                           |
| Timm N2T Tutor                                              | 1943             | Hoa Kỳ           |                                                                                           |
| VL Sääski                                                   | 1928             | Phần Lan         |                                                                                           |
| VL Viima                                                    | 1935             | Phần Lan         |                                                                                           |
| Vultee BT-13/15/SNV Valiant                                 | 1939             | Hoa Kỳ           | Hoa Kỳ, Brazil                                                                            |
| Waco UPF-7/PT-14 máy bay huấn luyện CPTP                    | 1930             | Hoa Kỳ           |                                                                                           |
| Weiss WM-10 Ölyv                                            | 1933             | Hungary          |                                                                                           |
| Yokosuka K5Y                                                | 1934             | Nhật Bản         |                                                                                           |
| Yakovlev UT-2                                               | 1937             | Liên Xô          |                                                                                           |
| Zlín Z-XII                                                  | 1935             | Tiệp Khắc        | Tiệp Khắc, Đức, Slovakia, Vương quốc Anh, Nam Tư                                          |

#### Máy bay huấn luyện nâng cao
| Tên máy bay                          | Năm vào biên chế | Quốc gia chế tạo | Quốc gia trang bị khác                                        |
| ------------------------------------ | ---------------- | ---------------- | ------------------------------------------------------------- |
| Ambrosini S.7                        | 1943             | Italy            |                                                               |
| Ambrosini SAI.10 Grifone             | 1940             | Italy            |                                                               |
| Arado Ar 65                          | 1931             | Germany          |                                                               |
| Arado Ar 66                          | 1933             | Germany          |                                                               |
| Arado Ar 68                          | 1936             | Germany          |                                                               |
| Arado Ar 96                          | 1939             | Germany          | Đức, Bulgaria, Hungary, Rumani                                |
| Avia B.122                           | 1934             | Tiệp Khắc        | Tiệp Khắc, Bulgaria, Đức, Rumani, Slovakia, Liên Xô           |
| Bücker Bü 133                        | 1938             | Germany          |                                                               |
| CAC Wirraway                         | 1939             | Úc               |                                                               |
| Kaproni Bulgarski KB-2/3/4/5         | 1931             | Bulgaria         |                                                               |
| Caudron C.690                        | 1939             | Pháp             |                                                               |
| Curtiss-Wright CW-22/SNC Falcon      | 1942             | Hoa Kỳ           | Hoa Kỳ, Hà Lan                                                |
| Fokker D.XVII                        | 1932             | Hà Lan           |                                                               |
| Hawker Hart Trainer                  | 1930             | Anh Quốc         |                                                               |
| IMAM Ro.41                           | 1935             | Italy            |                                                               |
| Koolhoven F.K.56                     | 1938             | Hà Lan           | Hà Lan, Bỉ                                                    |
| Messerschmitt Bf 108                 | 1935             | Germany          | Đức, Bulgaria,...                                             |
| Mitsubishi A5M4-K                    | 1936             | Nhật Bản         |                                                               |
| Mitsubishi A6M2-K Zero               | 1940             | Nhật Bản         |                                                               |
| Morane-Saulnier M.S.225              | 1933             | Pháp             |                                                               |
| Muniz M-9                            | 1937             | Brasil           |                                                               |
| Mansyu Ki-79                         | 1937             | Nhật Bản         |                                                               |
| Nardi FN.305                         | 1938             | Italy            | Italy, Rumani, Hungary, Pháp                                  |
| Nardi FN.316                         | 1942             | Italy            | Italy, Đức                                                    |
| Nieuport-Delage NiD 62               | 1931             | Pháp             |                                                               |
| North American T-6/SNJ Texan/Harvard | 1935             | Hoa Kỳ           | Hoa Kỳ, Brazil, Canada, New Zealand, Na Uy, Vương quốc Anh... |
| Orlogsværftet O-Maskinen             | 1926             | Đan Mạch         |                                                               |
| Praga BH-41                          | 1931             | Tiệp Khắc        |                                                               |
| PWS-26                               | 1937             | Ba Lan           | Ba Lan, Rumani, Đức                                           |
| Rogozarski PVT                       | 1934             | Nam Tư           |                                                               |
| Rogozarski R-100                     | 1939             | Nam Tư           |                                                               |
| Rogozarski SIM-Х                     | 1937             | Nam Tư           |                                                               |
| Romano R.82                          | 1937             | Pháp             |                                                               |
| SET 7                                | 1931             | România          |                                                               |
| Stampe et Vertongen SV.5 Tornado     | 1933             | Bỉ               | Bỉ, Latvia                                                    |
| Tachikawa Ki-55                      | 1940             | Nhật Bản         | Nhật Bản, Thái Lan                                            |
| Miles Master                         | 1939             | Anh Quốc         |                                                               |
| Svenska Aero Jaktfalken              | 1930             | Thụy Điển        | Phần Lan                                                      |
| VEF I-12                             | 1935             | Latvia           |                                                               |
| VL Tuisku                            | 1935             | Phần Lan         |                                                               |
| VL Pyry                              | 1941             | Phần Lan         |                                                               |
| Yakovlev UT-1                        | 1936             | Liên Xô          | LIÊN XÔ, Trung Quốc                                           |
| Zmaj Fizir FN                        | 1931             | Nam Tư           | Nam Tư, Croatia, Italy                                        |
| Zmaj Fizir FP-2                      | 1936             | Nam Tư           | Nam Tư, Croatia, Italy                                        |

#### Máy bay huấn luyện nhiều động cơ
| Tên máy bay                              | Năm vào biên chế | Quốc gia chế tạo  | Quốc gia trang bị khác                                            |
| ---------------------------------------- | ---------------- | ----------------- | ----------------------------------------------------------------- |
| Airspeed Oxford                          | 1937             | Anh Quốc          | Vương quốc Anh, Australia, Canada, New Zealand, Na Uy             |
| Avro Anson                               | 1936             | Anh Quốc · Canada | Vương quốc Anh, Canada, Pháp                                      |
| Bristol Buckmaster                       | 1945             | Anh Quốc          |                                                                   |
| Beechcraft AT-10 Wichita                 | 1942             | Hoa Kỳ            |                                                                   |
| Cessna AT-8/AT-17/UC-78/JRC Bobcat/Crane | 1939             | Hoa Kỳ            | Hoa Kỳ, Brazil, Canada, Pháp                                      |
| Curtiss AT-9                             | 1941             | Hoa Kỳ            |                                                                   |
| Focke-Wulf Fw 58                         | 1937             | Germany           | Đức, Brazil, Bulgaria, Croatia, Phần Lan, Hungary, Hà Lan, Rumani |
| Hanriot H.232                            | 1940             | Pháp              | Pháp, Phần Lan                                                    |
| LWS-6/PZL.30 Żubr                        | 1938             | Ba Lan            |                                                                   |
| Mitsubishi K7M                           | 1931             | Nhật Bản          |                                                                   |
| Potez 56 crew trainer and target tug     | 1936             | Pháp              |                                                                   |
| Tachikawa Ki-54                          | 1941             | Nhật Bản          |                                                                   |

#### Máy bay huấn luyện kéo theo mục tiêu giả
| Tên máy bay                                                  | Năm vào biên chế | Quốc gia chế tạo | Quốc gia trang bị khác |
| ------------------------------------------------------------ | ---------------- | ---------------- | ---------------------- |
| Fleet Fort máy bay huấn luyện trung cấp và vô tuyến          | 1941             | Canada           |                        |
| Kyushu K10W máy bay huấn luyện trung cấp và kéo mục tiêu giả | 1943             | Nhật Bản         |                        |
| Kyushu K11W máy bay huấn luyện kíp lái máy bay ném bom       | 1943             | Nhật Bản         |                        |
| Miles Martinet máy bay kéo mục tiêu giả                      | 1942             | Anh Quốc         |                        |
| Miles Monitor máy bay kéo mục tiêu giả                       | 1944             | Anh Quốc         |                        |
| Nardi FN.315 máy bay huấn luyện trung cấp                    | 1938             | Italy            |                        |
| Yokosuka K4Y máy bay huấn luyện có phao nổi                  | 1933             | Nhật Bản         |                        |

### Máy bay lên thẳng
| Tên máy bay                               | Năm vào biên chế | Quốc gia chế tạo | Quốc gia trang bị khác        |
| ----------------------------------------- | ---------------- | ---------------- | ----------------------------- |
| Cierva C.30 máy bay tự lên thẳng          | 1934             | Anh Quốc         | Vương quốc Anh, Bỉ, Pháp, Đức |
| Flettner Fl 282 trực thăng                | 1942             | Germany          |                               |
| Focke-Achgelis Fa 330 diều tự lên thẳng   | 1943             | Germany          |                               |
| Kamov A-7 máy bay tự lên thẳng            | 1934             | Liên Xô          |                               |
| Kayaba Ka-1 and Ka-2 máy bay tự lên thẳng | 1941             | Nhật Bản         |                               |
| Pitcairn PA-39 máy bay tự lên thẳng       | 1940             | Hoa Kỳ           | UK                            |
| Sikorsky R-4 trực thăng                   | 1944             | Hoa Kỳ           | Hoa Kỳ, Vương quốc Anh        |
| Sikorsky R-6 trực thăng                   | 1945             | Hoa Kỳ           | Hoa Kỳ, Vương quốc Anh        |

### Khí cầu
| Tên máy bay                                   | Năm vào biên chế | Quốc gia chế tạo | Quốc gia trang bị khác |
| --------------------------------------------- | ---------------- | ---------------- | ---------------------- |
| Khí cầu nhỏ lớp Goodyear G khí cầu tuần tra   | 1935             | Hoa Kỳ           |                        |
| Khí cầu nhỏ lớp Goodyear K khí cầu tuần tra   | 1938             | Hoa Kỳ           |                        |
| Khí cầu nhỏ lớp Goodyear L khí cầu huấn luyện | 1938             | Hoa Kỳ           |                        |
| Khí cầu nhỏ lớp Goodyear M khí cầu tuần tra   | 1944             | Hoa Kỳ           |                        |

### Máy bay không người lái, rocket và tên lửa
| Tên máy bay                                                         | Năm vào biên chế | Quốc gia chế tạo | Quốc gia trang bị khác |
| ------------------------------------------------------------------- | ---------------- | ---------------- | ---------------------- |
| Culver PQ-8 mục tiêu bay không người lái                            | 1940             | Hoa Kỳ           |                        |
| Culver PQ-14 Cadet mục tiêu bay không người lái                     | 1942             | Hoa Kỳ           |                        |
| Fieseler Fi 103R bom bay có người lái                               | 1944             | Germany          |                        |
| Interstate TDR máy bay không người lái công kích (UCAV)             | 1944             | Hoa Kỳ           |                        |
| Naval Aircraft Factory TDN máy bay không người lái công kích (UCAV) | 1942             | Hoa Kỳ           |                        |
| V-1 Flying Bomb tên lửa hành trinh đất đối đất                      | 1943             | Germany          |                        |
| V-2 rocket tên lửa đường đạn đất đối đất                            | 1944             | Germany          |                        |
| Yokosuka MXY7 Ohka bom bay có người lái                             | 1945             | Nhật Bản         |                        |

## Mẫu thử nghiệm
Mẫu thử nghiệm là máy bay dự định đưa vào trang bị, nhưng chưa được trang bị chính thức do yêu cầu thay đổi, không đáp ứng các yêu cầu đề ra, các vấn đề khác hoặc chiến tranh kết thúc. Nếu máy bay được trang bị cho các phi đội hoặc sử dụng thường xuyên chứ không phải thử nghiệm đánh gá, thì nó sẽ được liệt kê ở trên trong mục thích hợp. Napkinwaffe – các đề án giấy và máy bay thực hiện chuyến bay đầu tiên sau chiến tranh không được liệt kê ở đây.

### Mẫu thử tiêm kích

#### Tiêm kích, tiêm kích phản lực và tiêm kích-bom một động cơ, một chỗ
| Tên máy bay                      | Chuyến bay đầu tiên | Quốc gia chế tạo | Ghi chú                                                                |
| -------------------------------- | ------------------- | ---------------- | ---------------------------------------------------------------------- |
| Aeronautica Umbra Trojani AUT.18 | 1939                | Italy            |                                                                        |
| Ambrosini SS.4                   | 1940                | Italy            | tiêm kích động cơ đẩy, có cánh mũi                                     |
| Ambrosini SAI.403                | 1943                | Italy            | tiêm kích hạng nhẹ                                                     |
| Avia B.35                        | 1938                | Tiệp Khắc        |                                                                        |
| Aviotehas PN-3                   | 1939                | Estonia          |                                                                        |
| Bell XP-77                       | 1944                | Hoa Kỳ           | tiêm kích hạng nhẹ                                                     |
| Bell XP-83                       | 1945                | Hoa Kỳ           | tiêm kích phản lực                                                     |
| Bachem Ba 349 Natter             | 1945                | Germany          | tiêm kích đánh chặn có động cơ rocket, phòng thủ điểm phóng thẳng đứng |
| Bereznyak-Isayev BI-1            | 1942                | Liên Xô          | tiêm kích có động cơ rocket                                            |
| Borovkov-Florov I-207            | 1937                | Liên Xô          | máy bay tiêm kích hai tầng cánh có kiểu cánh dầm                       |
| Canadian Car and Foundry FDB-1   | 1938                | Canada           | máy bay tiêm kích hai tầng cánh                                        |
| Caproni Vizzola F.4              | 1940                | Italy            |                                                                        |
| Caproni Vizzola F.5              | 1939                | Italy            |                                                                        |
| Caproni Vizzola F.6              | 1941                | Italy            |                                                                        |
| Curtiss XF14C                    | 1944                | Hoa Kỳ           | tiêm kích hải quân với động cơ làm lạnh bằng chất lỏng                 |
| Curtiss YP-37                    | 1937                | Hoa Kỳ           |                                                                        |
| Curtiss XP-42                    | 1939                | Hoa Kỳ           |                                                                        |
| Curtiss XP-46                    | 1941                | Hoa Kỳ           |                                                                        |
| Curtiss XP-53/YP-60              | 1942                | Hoa Kỳ           |                                                                        |
| Curtiss XP-62                    | 1943                | Hoa Kỳ           |                                                                        |
| Curtiss-Wright XP-55 Ascender    | 1943                | Hoa Kỳ           | tiêm kích động cơ đẩy, có cánh mũi                                     |
| Fokker D.XXIII                   | 1939                | Hà Lan           | tiêm kích có động cơ đẩy/kéo                                           |
| Fiat G.56                        | 1944                | Italy            |                                                                        |
| Gotha Go 229                     | 1944                | Germany          | tiêm kích cánh thân phản lực                                           |
| Hawker Tornado                   | 1939                | Anh Quốc         |                                                                        |
| Heinkel He 280                   | 1940                | Germany          |                                                                        |
| Henschel Hs 132                  | 1945                | Germany          | tiêm kích/ném bom bổ nhào phản lực, phi công nằm                       |
| Kawasaki Ki-60                   | 1941                | Nhật Bản         |                                                                        |
| Koolhoven F.K.55                 | 1938                | Hà Lan           | tiêm kích giấu động cơ                                                 |
| Kyushu J7W                       | 1945                | Nhật Bản         | tiêm kích động cơ đẩy, có cánh mũi                                     |
| Martin-Baker MB 2                | 1938                | Anh Quốc         |                                                                        |
| Martin-Baker MB 3                | 1942                | Anh Quốc         |                                                                        |
| Martin-Baker MB 5                | 1944                | Anh Quốc         |                                                                        |
| McDonnell FH Phantom             | 1945                | Hoa Kỳ           | tiêm kích phản lực hải quân                                            |
| Messerschmitt Me 209             | 1938                | Germany          | tiêm kích/máy bay đua                                                  |
| Messerschmitt Me 309             | 1942                | Germany          |                                                                        |
| Messerschmitt Me 328             | 1944                | Germany          | tiêm kích phản lực xung                                                |
| Mikoyan-Gurevich I-250           | 1945                | Liên Xô          | tiêm kích động cơ hỗn hợp                                              |
| Miles M.20                       | 1940                | Anh Quốc         | tiêm kích khẩn cấp                                                     |
| Nakajima Kikka                   | 1945                | Nhật Bản         | tiêm kích phản lực                                                     |
| North American P-82 Twin Mustang | 1945                | Hoa Kỳ           | tiêm kích thân kép                                                     |
| Northrop XP-56 Black Bullet      | 1943                | Hoa Kỳ           | tiêm kích động cơ đẩy không đuôi                                       |
| PZL.50 Jastrząb                  | 1939                | Ba Lan           |                                                                        |
| Renard R-36/R-37/R-38            | 1938                | Bỉ               |                                                                        |
| SNCAO 200                        | 1939                | Pháp             |                                                                        |
| Tachikawa Ki-106                 | 1945                | Nhật Bản         |                                                                        |
| VEF I-16                         | 1939                | Latvia           | tiêm kích hạng nhẹ                                                     |
| VL Humu                          | 1944                | Phần Lan         |                                                                        |
| VL Pyörremyrsky                  | 1945                | Phần Lan         |                                                                        |
| Weiss-Manfred WM.23 Ezüst Nyíl   | 1942                | Hungary          |                                                                        |
| Polikarpov I-185                 | 1941                | Liên Xô          |                                                                        |
| Polikarpov ITP                   | 1942                | Liên Xô          |                                                                        |
| Sukhoi Su-5                      | 1945                | Liên Xô          | tiêm kích động cơ hỗn hợp                                              |
| Sukhoi Su-7                      | 1944                | Liên Xô          | tiêm kích đánh chặn tầng cao                                           |

#### Tiêm kích hạng nặng (nhiều động cơ hoặc nhiều chỗ) và tiêm kích bay đêm
| Tên máy bay                             | Chuyến bay đầu tiên | Quốc gia chế tạo | Ghi chú                         |
| --------------------------------------- | ------------------- | ---------------- | ------------------------------- |
| Aichi S1A                               | 1945                | Nhật Bản         | tiêm kích bay đêm               |
| Arado Ar 240                            | 1940                | Germany          |                                 |
| Arsenal-Delanne 10                      | 1941                | Pháp             | tiêm kích hai chỗ cánh nối tiếp |
| Boeing YB-40 Flying Fortress            | 1943                | Hoa Kỳ           | tiêm kích hộ tống cỡ lớn        |
| Boeing XF8B                             | 1944                | Hoa Kỳ           |                                 |
| Boulton Paul P.92                       | 1937                | Anh Quốc         |                                 |
| SABCA S.47                              | 1939                | Italy            | Bỉ                              |
| Consolidated XB-41 Liberator            | 1942                | Hoa Kỳ           | tiêm kích hộ tống cỡ lớn        |
| Consolidated Vultee XP-81               | 1945                | Hoa Kỳ           |                                 |
| Fisher P-75 Eagle                       | 1943                | Hoa Kỳ           |                                 |
| Gloster F.9/37                          | 1939                | Anh Quốc         |                                 |
| Grumman XF5F Skyrocket                  | 1940                | Hoa Kỳ           |                                 |
| Grumman XP-50                           | 1941                | Hoa Kỳ           |                                 |
| Hawker Hotspur                          | 1938                | Anh Quốc         |                                 |
| Hughes D-2                              | 1943                | Hoa Kỳ           |                                 |
| IMAM Ro.58                              | 1942                | Italy            |                                 |
| Kawasaki Ki-64                          | 1943                | Nhật Bản         |                                 |
| Kawasaki Ki-96                          | 1943                | Nhật Bản         |                                 |
| Lockheed XP-49                          | 1942                | Hoa Kỳ           |                                 |
| Lockheed XP-58 Chain Lightning          | 1944                | Hoa Kỳ           |                                 |
| McDonnell XP-67 Bat                     | 1944                | Hoa Kỳ           |                                 |
| Moskalyev SAM-13                        | 1941                | Liên Xô          |                                 |
| Nikitin IS-1                            | 1941                | Liên Xô          |                                 |
| Piaggio P.119                           | 1942                | Italy            |                                 |
| Polikarpov TIS                          | 1941                | Liên Xô          |                                 |
| PZL.38 Wilk                             | 1938                | Ba Lan           |                                 |
| Republic XP-69/XP-72                    | 1943                | Hoa Kỳ           |                                 |
| Savoia-Marchetti SM.88, SM.91 and SM.92 | 1939                | Italy            |                                 |
| SNCASE SE.100                           | 1939                | Pháp             |                                 |
| Sukhoi Su-6                             | 1941                | Liên Xô          |                                 |
| Vickers Type 432                        | 1942                | Anh Quốc         |                                 |
| Vultee XP-54                            | 1943                | Hoa Kỳ           |                                 |

### Mẫu thử máy bay ném bom và cường kích
| Tên máy bay                  | Chuyến bay đầu tiên | Quốc gia chế tạo | Ghi chú                           |
| ---------------------------- | ------------------- | ---------------- | --------------------------------- |
| Aero A.300                   | 1938                | Tiệp Khắc        |                                   |
| ANBO VIII                    | 1939                | Litva            |                                   |
| Avia B-158                   | 1938                | Tiệp Khắc        |                                   |
| Avro Lincoln                 | 1945                | Anh Quốc         |                                   |
| Beechcraft XA-38 Grizzly     | 1944                | Hoa Kỳ           |                                   |
| Blackburn Firebrand          | 1945                | Anh Quốc         |                                   |
| Bloch MB.162                 | 1940                | Pháp             |                                   |
| Boeing XB-15                 | 1937                | Hoa Kỳ           |                                   |
| Boeing XB-38 Flying Fortress | 1943                | Hoa Kỳ           |                                   |
| Boeing XB-39 Superfortress   | 1944                | Hoa Kỳ           |                                   |
| Boeing XB-44 Superfortress   | 1945                | Hoa Kỳ           |                                   |
| Breguet 462                  | 1936                | Pháp             |                                   |
| Breda Ba.75                  | 1939                | Italy            |                                   |
| Breda Ba.201                 | 1941                | Italy            |                                   |
| Brewster XA-32               | 1943                | Hoa Kỳ           |                                   |
| Bristol Brigand              | 1944                | Anh Quốc         |                                   |
| CAC Woomera                  | 1941                | Úc               |                                   |
| CANT Z.1011                  | 1936                | Italy            |                                   |
| CANT Z.1018                  | 1939                | Italy            |                                   |
| Caudron C.670 Typhon         | 1935                | Pháp             | ném bom hạng nhẹ                  |
| DAR 10                       | 1939                | Bulgaria         |                                   |
| Dornier Do 19                | 1936                | Germany          |                                   |
| Dornier Do 317               | 1943                | Germany          | ném bom hạng nặng                 |
| Douglas BTD Destroyer        | 1944                | Hoa Kỳ           |                                   |
| Douglas XB-19                | 1941                | Hoa Kỳ           |                                   |
| Douglas XA-42 Mixmaster      | 1944                | Hoa Kỳ           |                                   |
| Focke-Wulf Fw 191            | 1942                | Germany          | ném bom hạng nặng/hạng trung      |
| Fokker T.IX                  | 1939                | Hà Lan           |                                   |
| Heinkel He 119               | 1937                | Germany          | máy bay ném bom trinh sát         |
| Henschel Hs 130              | 1940                | Germany          | máy bay ném bom tầng cao          |
| IAR 47                       | 1942                | România          |                                   |
| Junkers Ju 187               | 1943                | Germany          |                                   |
| Junkers Ju 287               | 1944                | Germany          |                                   |
| Latécoère 299                | 1939                | Pháp             |                                   |
| Letov Š-50                   | 1938                | Tiệp Khắc        | Tiệp Khắc và Đức                  |
| Messerschmitt Me 261         | 1940                | Germany          | trinh sát biển                    |
| Messerschmitt Me 264         | 1942                | Germany          | máy bay ném bom 4 động cơ Amerika |
| Nakajima G5N                 | 1941                | Nhật Bản         |                                   |
| Nakajima G8N                 | 1944                | Nhật Bản         |                                   |
| North American XB-28         | 1942                | Hoa Kỳ           |                                   |
| Polikarpov NB                | 1944                | Liên Xô          |                                   |
| Praga E-51                   | 1938                | Tiệp Khắc        |                                   |
| PZL.46 Sum                   | 1939                | Ba Lan           |                                   |
| Reggiane Re.2003             | 1941                | Italy            |                                   |
| Rikugun Ki-93                | 1945                | Nhật Bản         |                                   |
| Savoia-Marchetti SM.89       | 1942                | Italy            |                                   |
| Savoia-Marchetti SM.93       | 1944                | Italy            |                                   |
| SNCAO CAO.600                | 1940                | Pháp             |                                   |
| Supermarine Type 322         | 1943                | Anh Quốc         |                                   |
| Tachikawa Ki-74              | 1944                | Nhật Bản         |                                   |
| Vickers Windsor              | 1943                | Anh Quốc         |                                   |
| Vultee XA-41                 | 1944                | Hoa Kỳ           |                                   |
| Zmaj R-1                     | 1940                | Nam Tư           |                                   |

### Mẫu thử máy bay vận tải
| Tên máy bay                                | Chuyến bay đầu tiên | Quốc gia chế tạo | Ghi chú                                                                              |
| ------------------------------------------ | ------------------- | ---------------- | ------------------------------------------------------------------------------------ |
| Blohm & Voss BV 144                        | 1944                | Germany          | Chế tạo ở Pháp                                                                       |
| Boeing 367 YC-97 Stratofreighter           | 1944                | Hoa Kỳ           | Precursor to Boeing (K)C-97 Stratocruiser/Stratotanker, dự trên các bộ phận của B-29 |
| Burnelli UB-14/Cunliffe-Owen Clyde Clipper | 1939                | Hoa Kỳ           | Vương quốc Anh và Pháp sử dụng                                                       |
| Consolidated R2Y                           | 1944                | Hoa Kỳ           | Consolidated PB4Y-2 Privateer với khung thân mới                                     |
| Curtiss-Wright C-76 Caravan                | 1943                | Hoa Kỳ           |                                                                                      |
| Focke-Achgelis Fa 223                      | 1941                | Germany          | trực thăng vận tải                                                                   |
| Junkers Ju 390                             | 1943                | Germany          |                                                                                      |
| Kobeseiko Te-Gō                            | 1943                | Nhật Bản         | máy bay liên lạc/thể thao STOL                                                       |
| Kokusai Ki-105                             | 1945                | Nhật Bản         | vận chuyển nhiên liệu                                                                |
| Lockheed C-69 Constellation                | 1943                | Hoa Kỳ           |                                                                                      |
| Praga E-210                                | 1937                | Tiệp Khắc        |                                                                                      |
| Savoia-Marchetti SM.95                     | 1943                | Italy            |                                                                                      |
| SNCASE Languedoc                           | 1939                | Pháp             |                                                                                      |
| Stout XC-107                               | 1941                | Hoa Kỳ           |                                                                                      |
| Tachikawa Ki-77                            | 1942                | Nhật Bản         |                                                                                      |
| Tachikawa Ki-92                            | 1945                | Nhật Bản         |                                                                                      |

### Mẫu thử tàu lượn
| Tên máy bay                       | Chuyến bay đầu tiên | Quốc gia chế tạo | Ghi chú |
| --------------------------------- | ------------------- | ---------------- | ------- |
| Allied Aviation XLRA              | 1943                | Hoa Kỳ           |         |
| Baynes Bat                        | 1943                | Anh Quốc         |         |
| Blohm & Voss BV 40                | 1944                | Germany          |         |
| Bristol XLRQ                      | 1943                | Hoa Kỳ           |         |
| CAT TM-2                          | 1943                | Italy            |         |
| Chase YCG-14                      | 1945                | Hoa Kỳ           |         |
| Cornelius XFG-1                   | 1944                | Hoa Kỳ           |         |
| DFS 331                           | 1942                | Germany          |         |
| Frankfort TG-1                    | 1940                | Hoa Kỳ           |         |
| General Airborne Transport XCG-16 | 1943                | Hoa Kỳ           |         |
| Gotha Ka 430                      | 1943                | Germany          |         |
| Junkers Ju 322                    | 1941                | Germany          |         |
| Kokusai Ku-7                      | 1942                | Nhật Bản         |         |
| Laister-Kauffman XCG-10           | 1942                | Hoa Kỳ           |         |
| Maeda Ku-6                        | 1945                | Nhật Bản         |         |
| Pratt-Read TG-32                  | 1940                | Hoa Kỳ           |         |
| Polikarpov BDP                    | 1943                | Liên Xô          |         |
| Slingsby T.20                     | 1944                | Anh Quốc         |         |
| St.Louis XCG-5                    | 1942                | Hoa Kỳ           |         |
| Antonov A-40                      | 1942                | Liên Xô          |         |
| Yokosuka MXY5                     | 1942                | Nhật Bản         |         |

### Mẫu thử máy bay huấn luyện
| Tên máy bay                            | Chuyến bay đầu tiên | Quốc gia chế tạo | Ghi chú |
| -------------------------------------- | ------------------- | ---------------- | ------- |
| Airspeed Cambridge                     | 1941                | Anh Quốc         |         |
| Boeing XAT-15                          | 1942                | Hoa Kỳ           |         |
| CAT QR.14                              | 1943                | Italy            |         |
| de Havilland Don                       | 1938                | Anh Quốc         |         |
| Fairchild AT-21 Gunner                 | 1943                | Hoa Kỳ           |         |
| Fleetwings BT-12                       | 1942                | Hoa Kỳ           |         |
| Heston T.1/37                          | 1938                | Anh Quốc         |         |
| Ikarus Aero 2                          | 1940                | Nam Tư           |         |
| Ikarus MM-2                            | 1941                | Nam Tư           |         |
| Marinens Flyvebaatfabrikk/Høver M.F.12 | 1939                | Na Uy            |         |
| Parnall 382                            | 1939                | Anh Quốc         |         |
| PWS-33 Wyżeł                           | 1938                | Ba Lan           |         |
| Reid and Sigrist R.S.1                 | 1939                | Anh Quốc         |         |
| Reid and Sigrist R.S.3                 | 1945                | Anh Quốc         |         |
| Rogozarski SIM-XI                      | 1938                | Nam Tư           |         |
| Stampe SV.4                            | 1933                | Bỉ               |         |
| Stearman XBT-17                        | 1942                | Hoa Kỳ           |         |
| Yakovlev Yak-5                         | 1944                | Liên Xô          |         |
| Yokosuka D3Y                           | 1945                | Nhật Bản         |         |

### Mẫu thử máy bay lên thẳng
| Tên máy bay              | Chuyến bay đầu tiên | Quốc gia chế tạo | Ghi chú    |
| ------------------------ | ------------------- | ---------------- | ---------- |
| Bell 30                  | 1942                | Hoa Kỳ           | Trực thăng |
| Focke-Achgelis Fa 223    | 1942                | Germany          |            |
| Focke-Achgelis Fa 225    | 1942                | Germany          |            |
| Hafner Rotabuggy         | 1943                | Anh Quốc         |            |
| Kellett KD-1/XO-60/YO-60 | 1934                | Hoa Kỳ, Nhật Bản |            |
| Landgraf H-2             | 1944                | Hoa Kỳ           | Trực thăng |
| McDonnell XHJH Whirlaway | 1944                | Hoa Kỳ           | Trực thăng |
| Piasecki HRP Rescuer     | 1945                | Hoa Kỳ           | Trực thăng |
| Platt-LePage XR-1        | 1941                | Hoa Kỳ           | Trực thăng |

### Mẫu thử tên lửa
| Tên                           | Chuyến bay đầu tiên | Quốc gia chế tạo | Ghi chú                                             |
| ----------------------------- | ------------------- | ---------------- | --------------------------------------------------- |
| Blohm & Voss BV 143           | 1941                | Germany          | tên lửa chống tàu                                   |
| Blohm & Voss BV 246           | 1943                | Germany          | bom tàu lượn cơ điều khiển Hagelkorn                |
| EMW C2 Wasserfall             | 1943                | Germany          | tên lửa đất đối không điều khiển, phát triển từ V-2 |
| Fletcher PQ-11                | 1941                | Hoa Kỳ           |                                                     |
| JB-2 Loon                     | 1944                | Hoa Kỳ           | tên lửa diện đối diện (sao chép từ V-)              |
| McDonnell LBD Gargoyle        | 1945                | Hoa Kỳ           | tên lửa không đối đất                               |
| Mistel                        | 1943                | Germany          |                                                     |
| Rheinmetall-Borsig Feuerlilie | 1943                | Germany          | tên lửa đất đối không                               |
| Ruhrstahl X-4                 | 1944                | Germany          | tên lửa không đối không                             |

### Mẫu thử hỗn hợp
| Tên gọi                         | Chuyến bay đầu tiên | Quốc gia chế tạo | Ghi chú                                                                             |
| ------------------------------- | ------------------- | ---------------- | ----------------------------------------------------------------------------------- |
| Airspeed Fleet Shadower         | 1940                | Anh Quốc         | low speed shipborne aircraft for tracking enemy fleet visually                      |
| Bestetti BN-1                   | 1940                | Italy            | Racer/fighter/liaison                                                               |
| Blackburn B-20                  | 1940                | Anh Quốc         | Large seaplane with retractable hull                                                |
| Bloch MB.480                    | 1939                | Pháp             | Floatplane                                                                          |
| Blohm & Voss BV 141             | 1938                | Germany          | Máy bay trinh sát chiến thuật bất đối xứng                                          |
| Blohm & Voss BV 238             | 1944                | Germany          | Thủy phi cơ cỡ lơn vận tải                                                          |
| Boeing XPBB Sea Ranger          | 1942                | Hoa Kỳ           | Thủy phi cơ tuần tra                                                                |
| CANT Z.511                      | 1940                | Italy            |                                                                                     |
| Caproni Ca.316                  | 1940                | Italy            | Máy bay có phao nổi                                                                 |
| Consolidated XP4Y Corregidor    | 1939                | Hoa Kỳ           | Thủy phi cơ tuần tra                                                                |
| DFS 228                         | 1944                | Germany          | Rocket trinh sát tầng cao có người điều khiển                                       |
| ERCO Ercoupe YO-55              | 1940                | Hoa Kỳ           |                                                                                     |
| General Aircraft Fleet Shadower | 1940                | Anh Quốc         | Máy bay trên hạm chuyên theo dõi dấu vết hạm đội đối phương                         |
| IMAM Ro.63                      | 1940                | Italy            |                                                                                     |
| Kawanishi E15K                  | 1941                | Nhật Bản         | Máy bay có phao nổi trinh sát                                                       |
| Koolhoven F.K.49                | 1935                | Hà Lan           | Chụp ảnh khảo sát                                                                   |
| Loire-Nieuport 10               | 1939                | Pháp             | Máy bay có phao nổi tuần tra                                                        |
| LWS-3 Mewa                      | 1938                | Ba Lan           | Hoạt động cùng Lục quân                                                             |
| Nakajima Ki-115                 | 1945                | Nhật Bản         | Máy bay Kamikaze                                                                    |
| Nihon L7P                       | 1942                | Nhật Bản         | Máy bay vận tải lưỡng cư                                                            |
| SFAN 11                         | 1940                | Pháp             | Máy bay liên lạc                                                                    |
| Short Seaford                   | 1944                | Anh Quốc         | Short Sunderland cải tiến                                                           |
| Short Shetland                  | 1944                | Anh Quốc         | Thủy phi cơ trinh sát cỡ lớn tầm xa                                                 |
| SNCAC NC.4-10                   | 1939                | Pháp             | Máy bay ném bom có phao nổi/ném bom/phóng ngư lôi                                   |
| SNCAO 30                        | 1938                | Pháp             | Thủy phi cơ huấn luyện                                                              |
| Tachikawa Ki-70                 | 1943                | Nhật Bản         | Máy bay trinh sát không ảnh tốc độ cao                                              |
| Tupolev MTB-2                   | 1937                | Liên Xô          | Thuyền bay 4 động cơ, việc phát triển ngừng sau bị Đức xâm lược                     |
| Zveno SPB                       | 1938                | Liên Xô          | Hệ thống tiêm kích mẹ-con, gồm một máy bay ném bom cỡ lớn chở 2-5 máy bay tiêm kích |

## Máy bay thử nghiệm
Máy bay dự định dùng để chính minh một khái niệm hay ý tưởng, không có ý định hoặc phù hợp cho mục đích quân sự.

### Nghiên cứu hành vi bay
| Tên máy bay                   | Chuyến bay đầu tiên | Quốc gia chế tạo | Ghi chú                                           |
| ----------------------------- | ------------------- | ---------------- | ------------------------------------------------- |
| Armstrong Whitworth A.W.52    | 1945                | Anh Quốc         |                                                   |
| Cierva W.9                    | 1945                | Anh Quốc         |                                                   |
| DFS 194                       | 1940                | Germany          | Thử nghiệm khí động tĩnh cho Messerschmitt Me 163 |
| Göppingen Gö 9                | 1941                | Germany          |                                                   |
| Handley Page Manx             | 1943                | Anh Quốc         |                                                   |
| Hiller XH-44                  | 1944                | Hoa Kỳ           |                                                   |
| Hillson Bi-mono               | 1941                | Anh Quốc         |                                                   |
| Kayaba Ku-2                   | 1940                | Nhật Bản         |                                                   |
| Kayaba Ku-3                   | 1941                | Nhật Bản         |                                                   |
| Kawasaki Ki-78                | 1942                | Nhật Bản         |                                                   |
| Kellett XR-8                  | 1944                | Hoa Kỳ           |                                                   |
| Martin 162A Tadpole Clipper   | 1937                | Hoa Kỳ           |                                                   |
| Miles M.35 and M.39 Libellula | 1942                | Anh Quốc         |                                                   |
| Miles M.30                    | 1942                | Anh Quốc         |                                                   |
| Northrop N-1M                 | 1941                | Hoa Kỳ           |                                                   |
| Northrop N-9M                 | 1942                | Hoa Kỳ           |                                                   |
| Piasecki PV-2                 | 1943                | Hoa Kỳ           | Trực thăng                                        |
| Saro Shrimp                   | 1939                | Anh Quốc         |                                                   |
| Tachikawa SS-1                | 1943                | Nhật Bản         |                                                   |
| Vought V-173                  | 1942                | Hoa Kỳ           |                                                   |
| Yokosuka MXY6                 | 1943                | Nhật Bản         | Thử nghiệm tĩnh cho Kyushu J7W                    |
| Yokosuka MXY8/Ku-13           | 1945                | Nhật Bản         |                                                   |

### Nghiên cứu động cơ
| Tên gọi             | Chuyến bay đầu tiên | Quốc gia chế tạo | Ghi chú          |
| ------------------- | ------------------- | ---------------- | ---------------- |
| Caproni Campini N.1 | 1940                | Italy            | Động cơ phản lực |
| Folland Fo.108      | 1940                | Anh Quốc         | Động cơ piston   |
| Gloster E.28/39     | 1941                | Anh Quốc         | Động cơ phản lực |
| Heinkel He 176      | 1939                | Germany          | Động cơ rocket   |
| Heinkel He 178      | 1939                | Germany          | Động cơ phản lực |

### Nghiên cứu
| Tên gọi             | Chuyến bay đầu tiên | Quốc gia chế tạo | Ghi chú                            |
| ------------------- | ------------------- | ---------------- | ---------------------------------- |
| Akaflieg Berlin B 9 | 1944                | Germany          | Nghiên cứu phi công nằm điều khiển |
| Heinkel He 119      | 1937                | Germany          | Nghiên cứu tạo dòng                |
| Piaggio P.111       | 1941                | Italy            | Nghiên cứu bay độ cao lớn          |